# 俄羅斯駐外機構列表

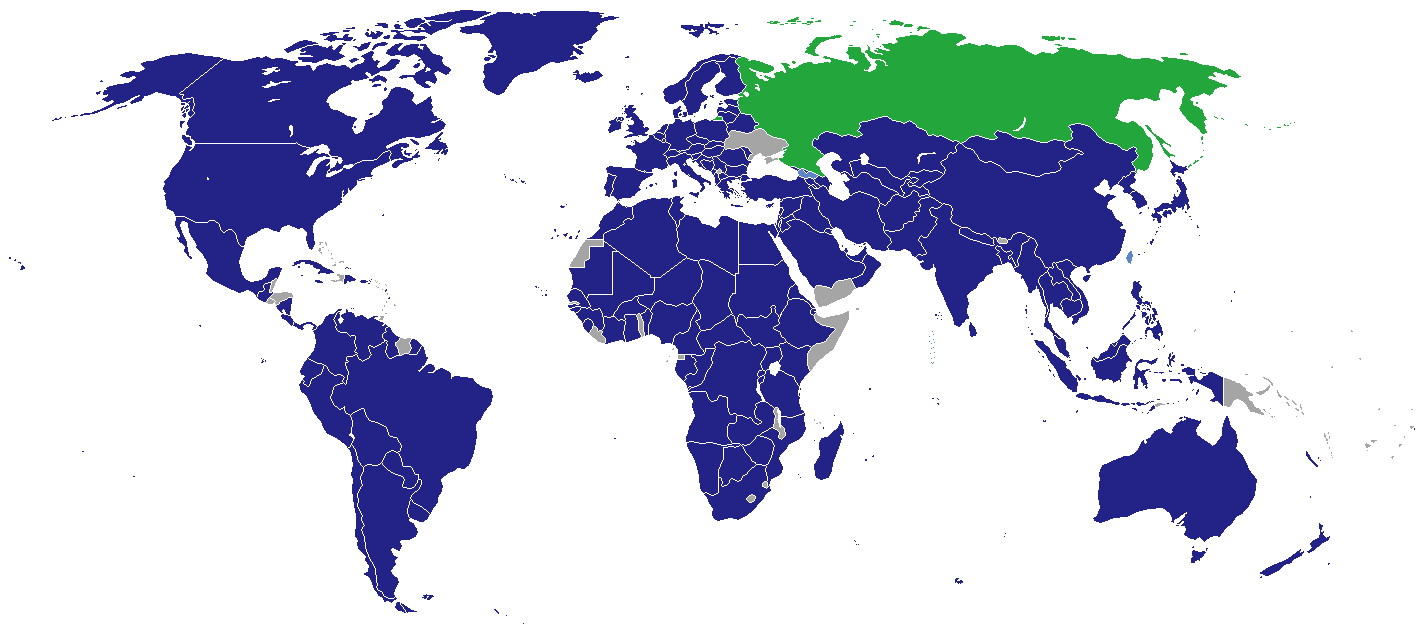
俄羅斯外交代表機構

此為俄羅斯駐外機構列表 。此外交代表機構都隸屬於俄羅斯聯邦外交部。俄羅斯聯邦大使館與任何國家的領事館的最大的聯絡之一。俄羅斯在東歐、近東以及特別是在前蘇聯狀態有顯著的利益。其具有廣泛的聯繫，於世界的開發中國家中，冷戰時期的外交投入於亞洲與非洲的影響極大，也是現在的商業因素更重要的資產。
俄羅斯成立了幾個領事館於美國與加拿大，用以服務俄羅斯移民。1917年，沙皇政府滅亡。在美國七個城市與三個加拿大城市卻維持領事對沙皇效忠，並從美國政府獲取資金。領事館於1920年代後期停止了服務；且美國政府查獲該領事館的記錄。展開了查獲長期的爭議。於1949年美國國家檔案和記錄管理局取得相關文件資料；1980年，美國政府借給加拿大領事館的文件資料到加拿大國家圖書檔案館。 於1990年1月31日美國送回文件檔案給蘇聯並保留微縮膠片作為證據。
1992年以後，由於經濟因素，俄羅斯駐賴索托、駐尼日、駐布吉納法索及駐巴布亞新幾內亞的大使館皆停止運作。 1995年，駐蘇利南的大使館也停止運作。
2008年，喬治亞與俄羅斯斷交，由瑞士駐喬治亞大使館代辦原俄羅斯駐喬治亞使館的相關業務。
2022年，烏克蘭與俄羅斯斷交。

## 歐洲

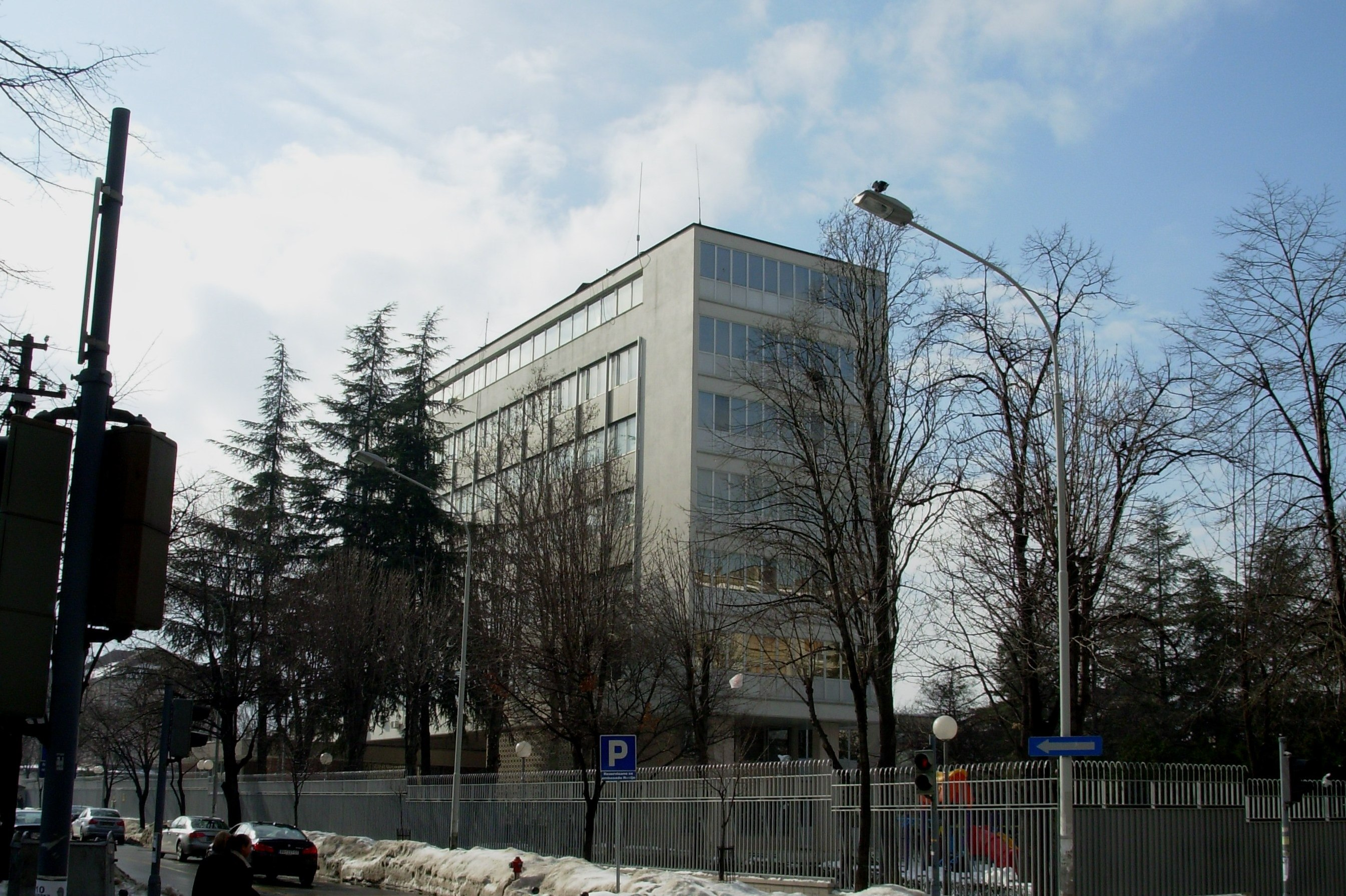
俄羅斯駐塞爾維亞大使館

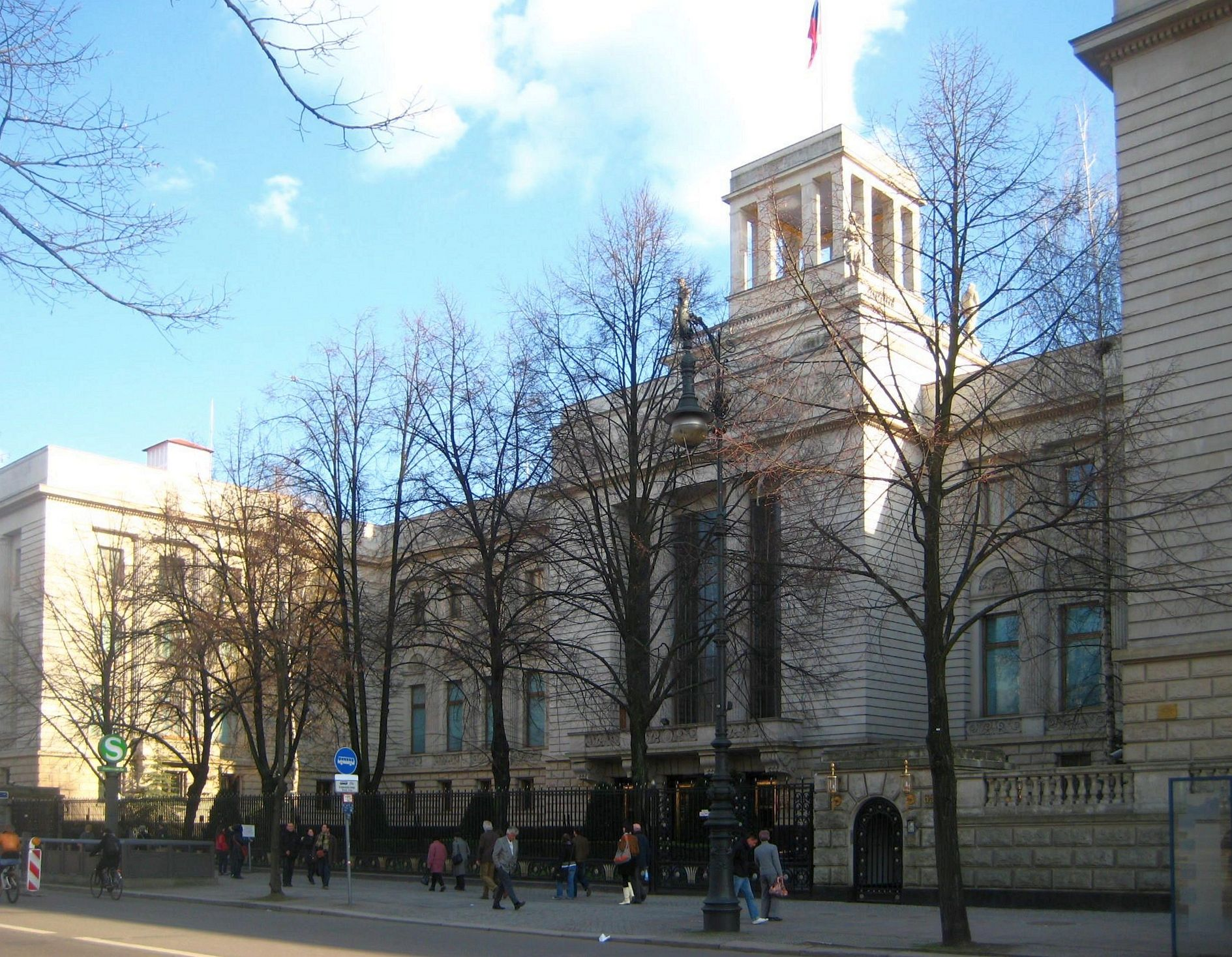
俄羅斯駐德國大使館

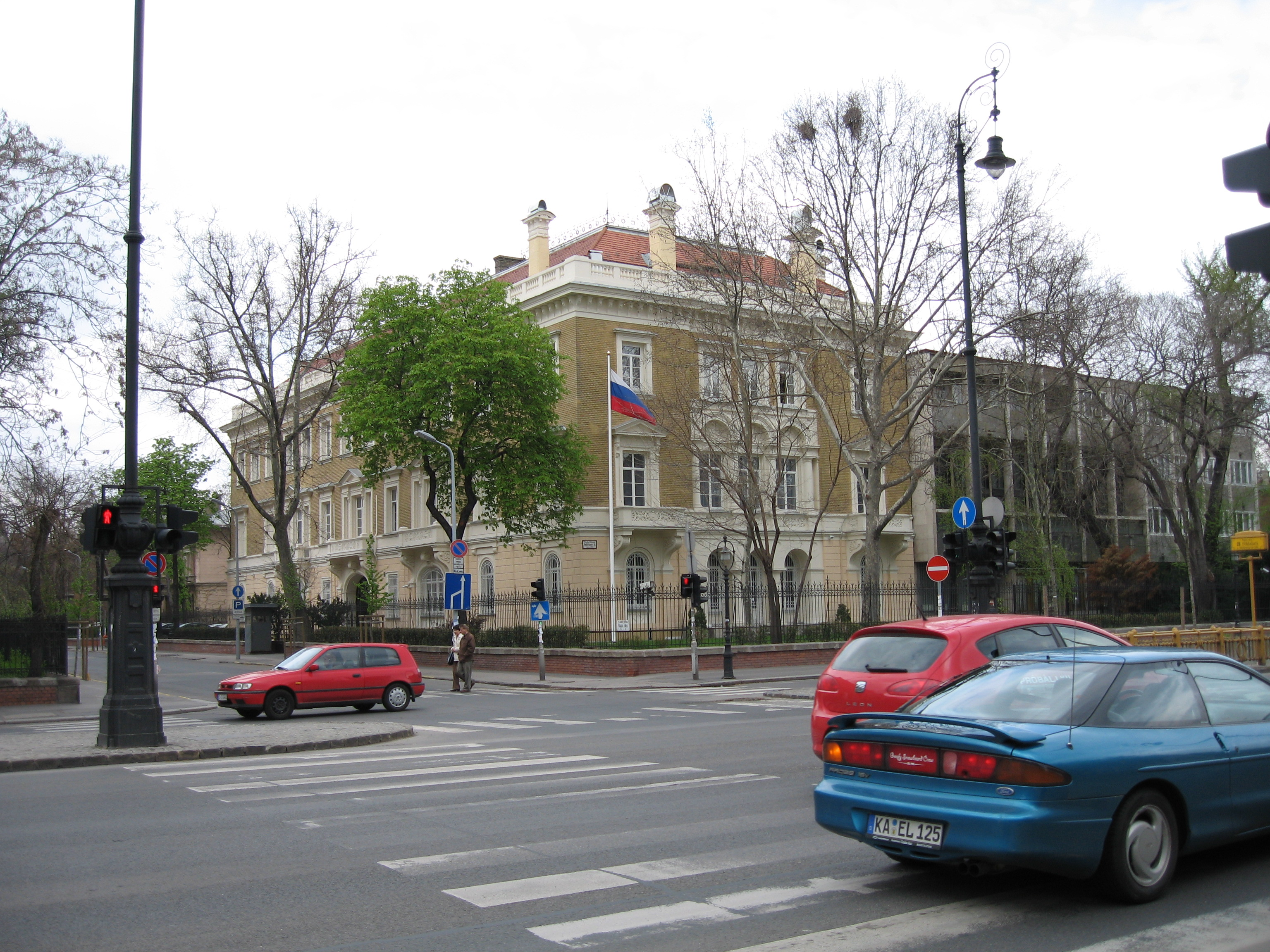
俄羅斯駐匈牙利大使館

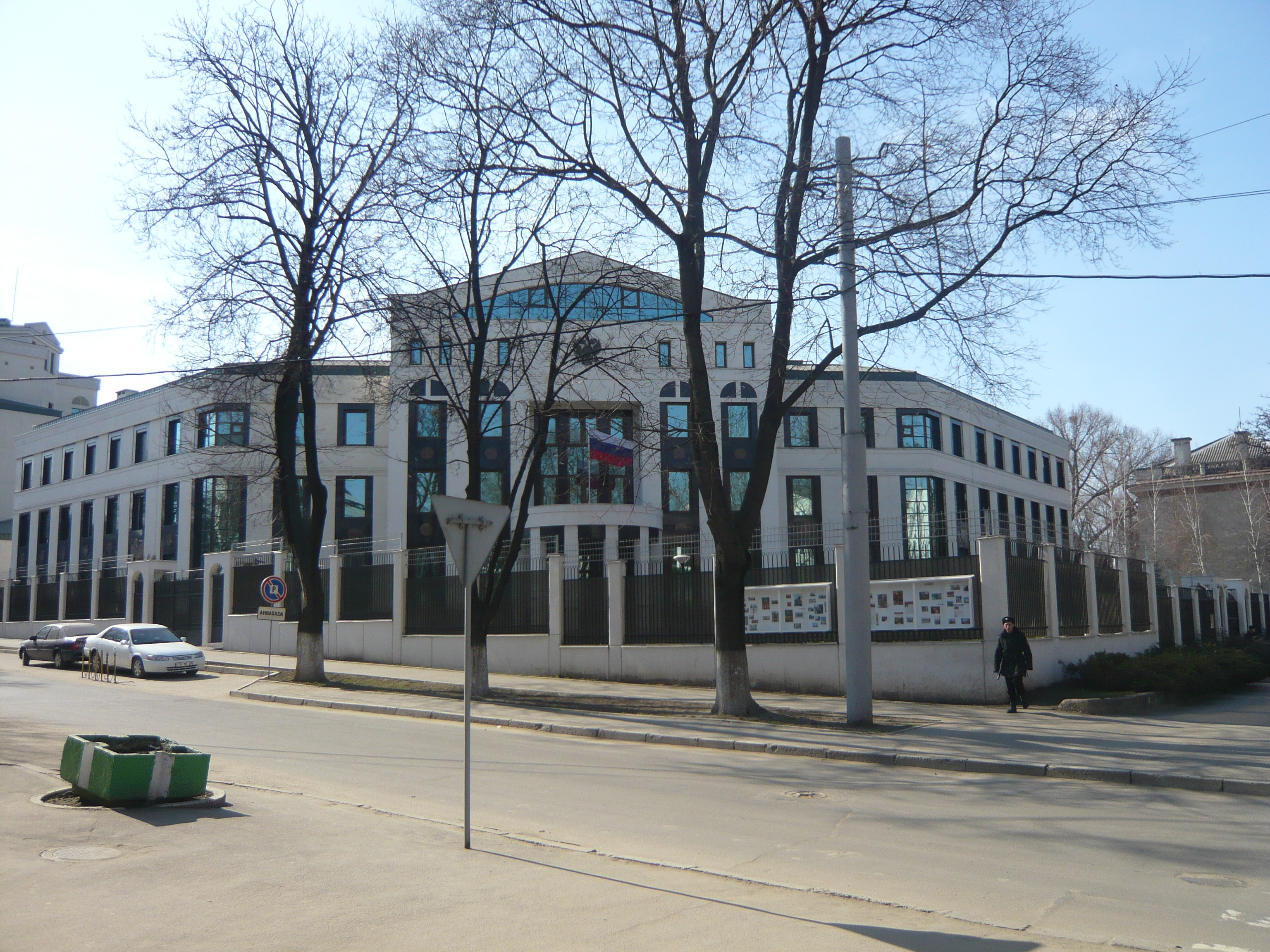
俄羅斯駐摩尔多瓦大使館

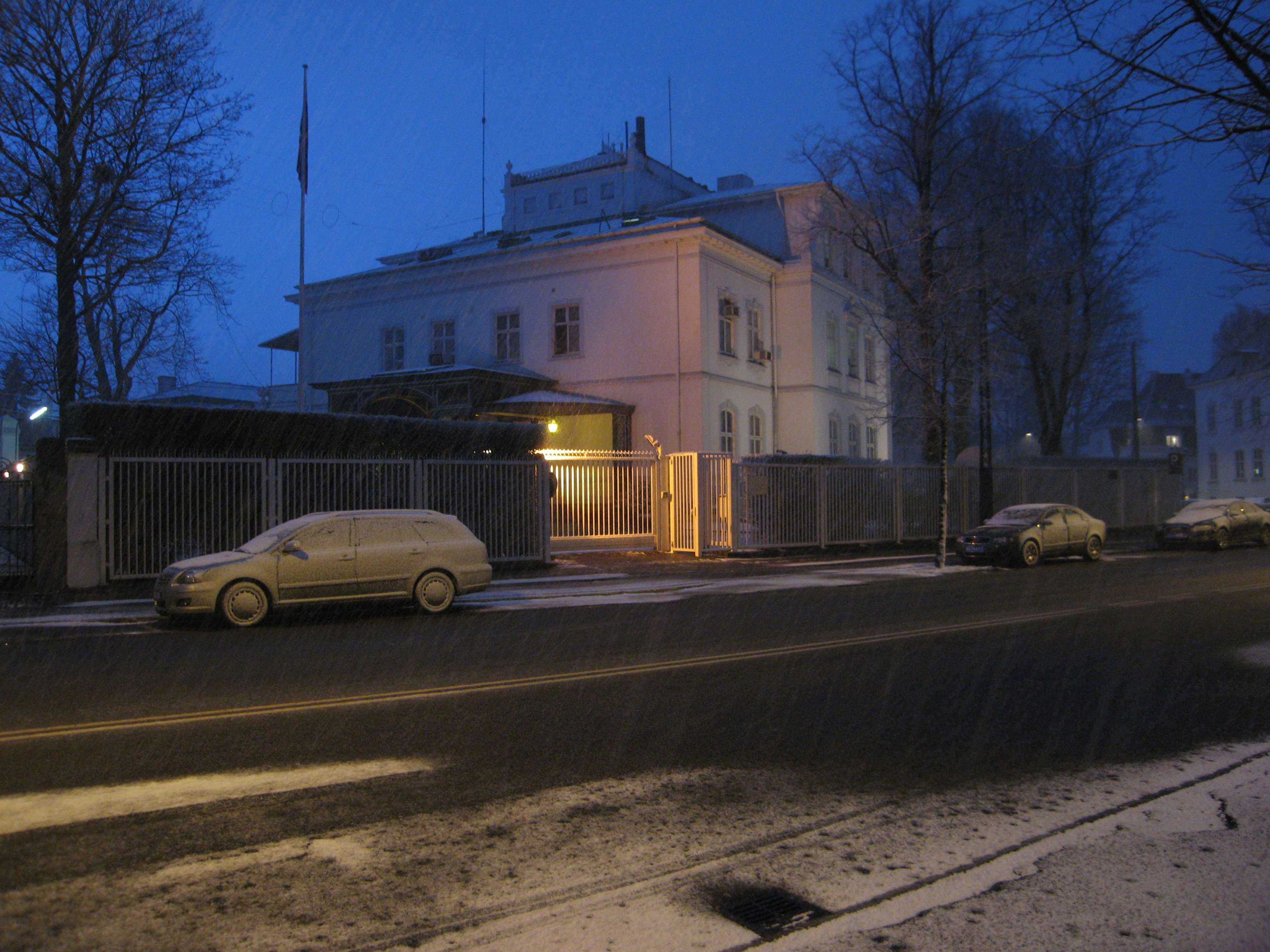
俄羅斯駐丹麥大使館

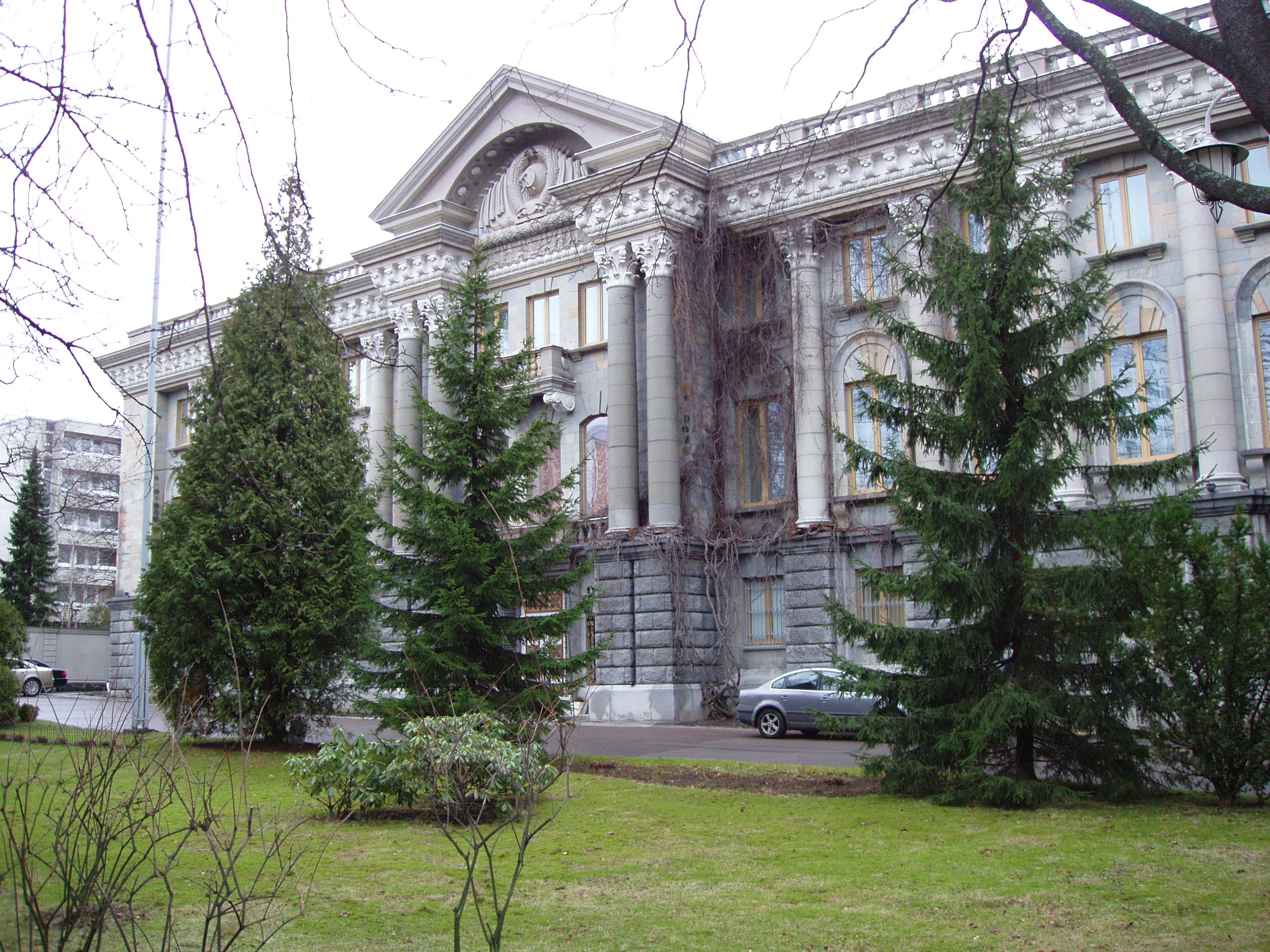
俄羅斯駐芬蘭大使館

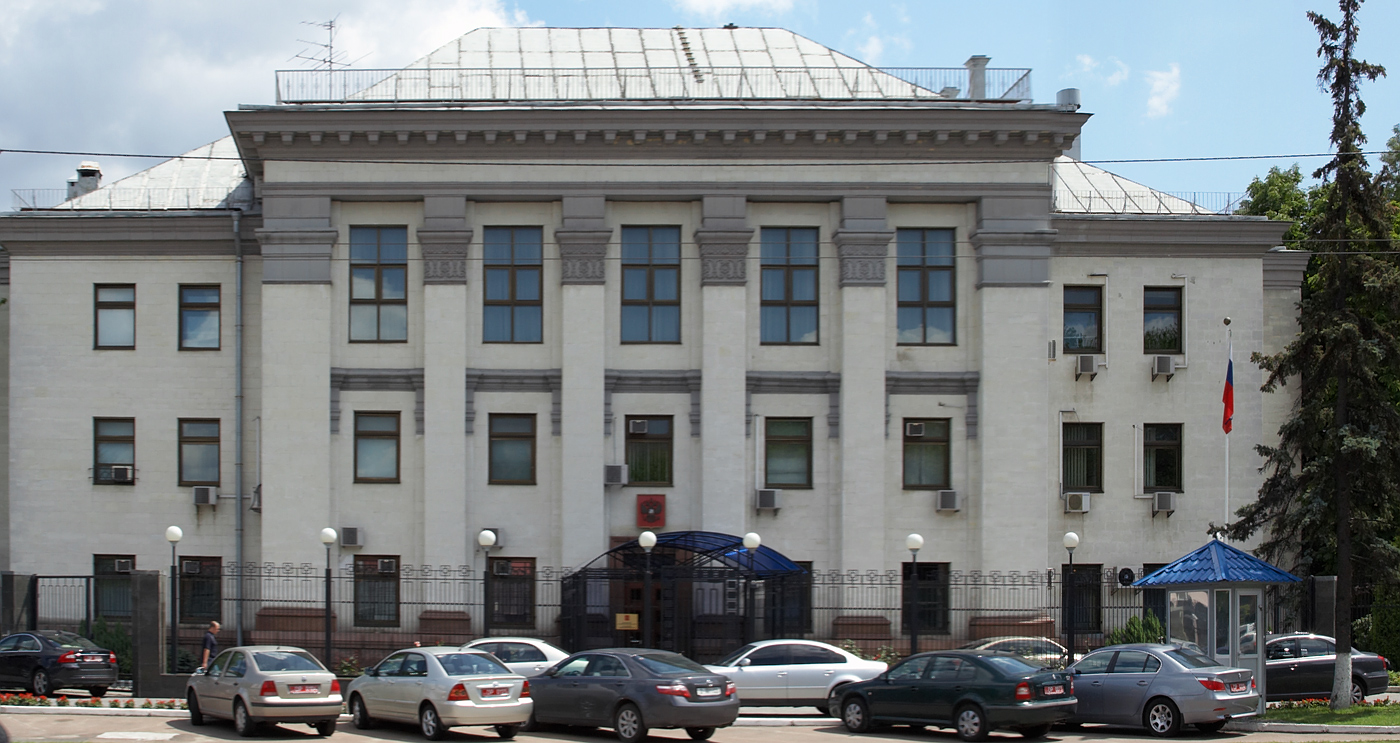
俄羅斯駐烏克蘭大使館

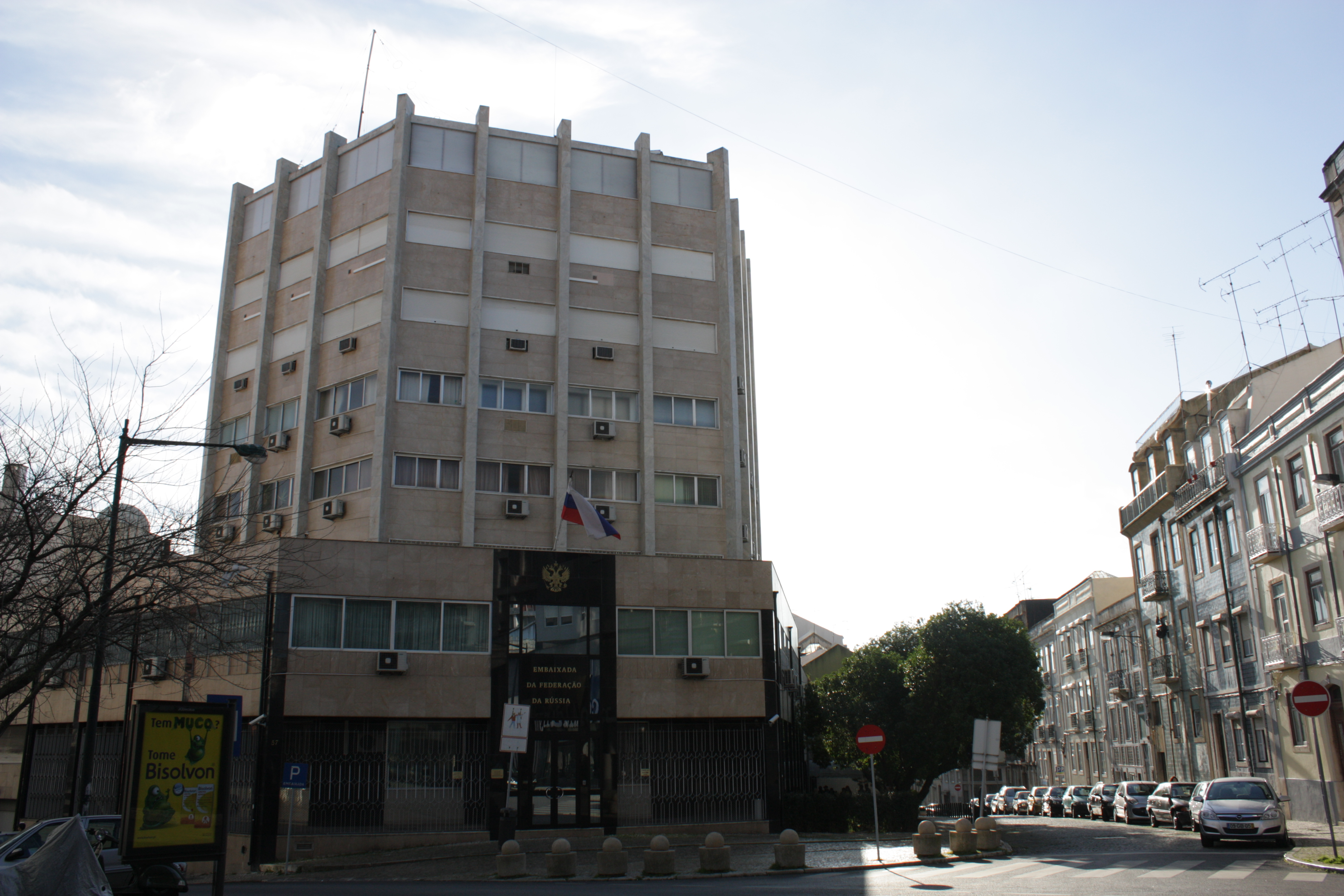
俄羅斯駐葡萄牙大使館

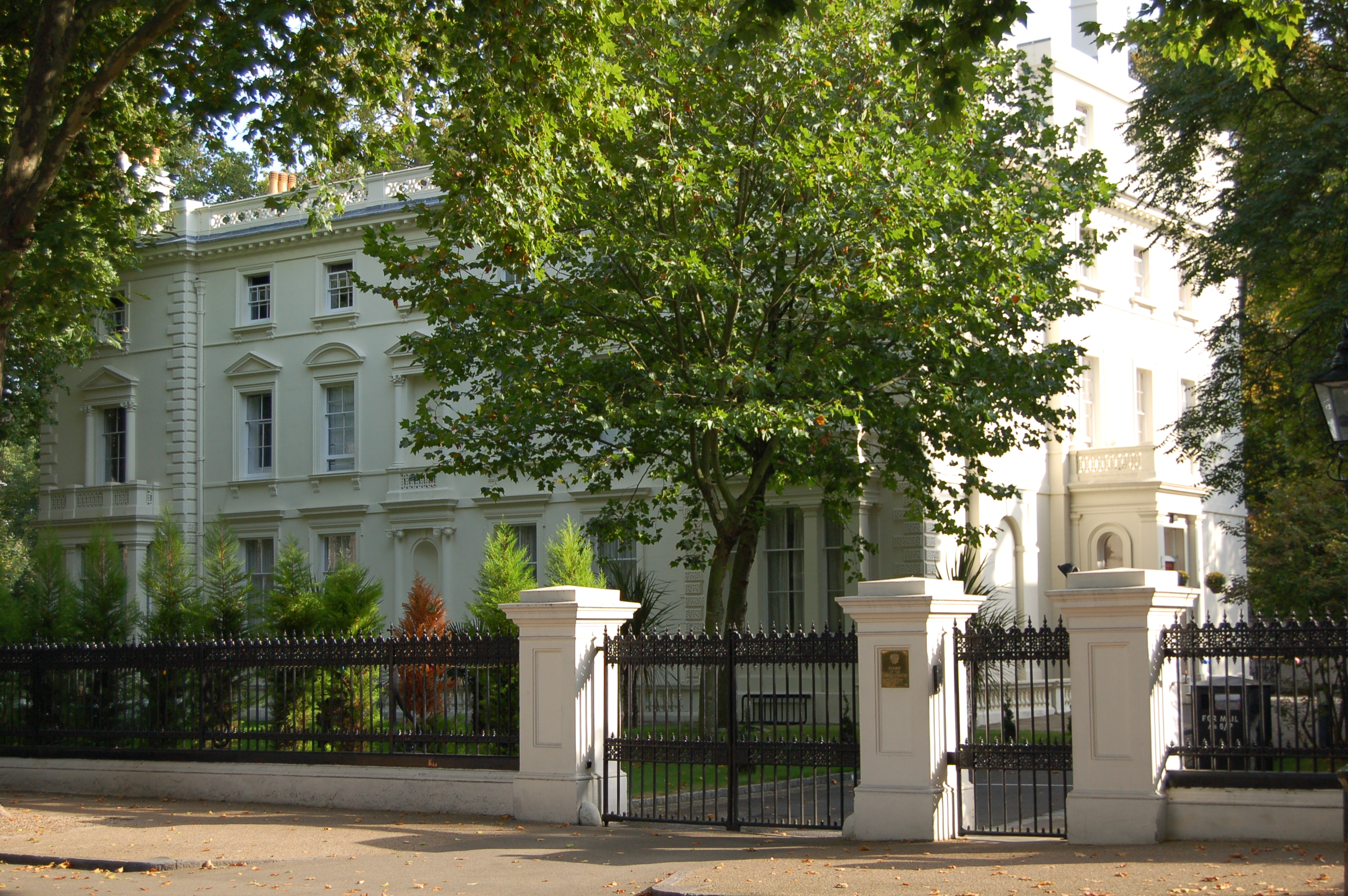
俄羅斯駐英國大使館

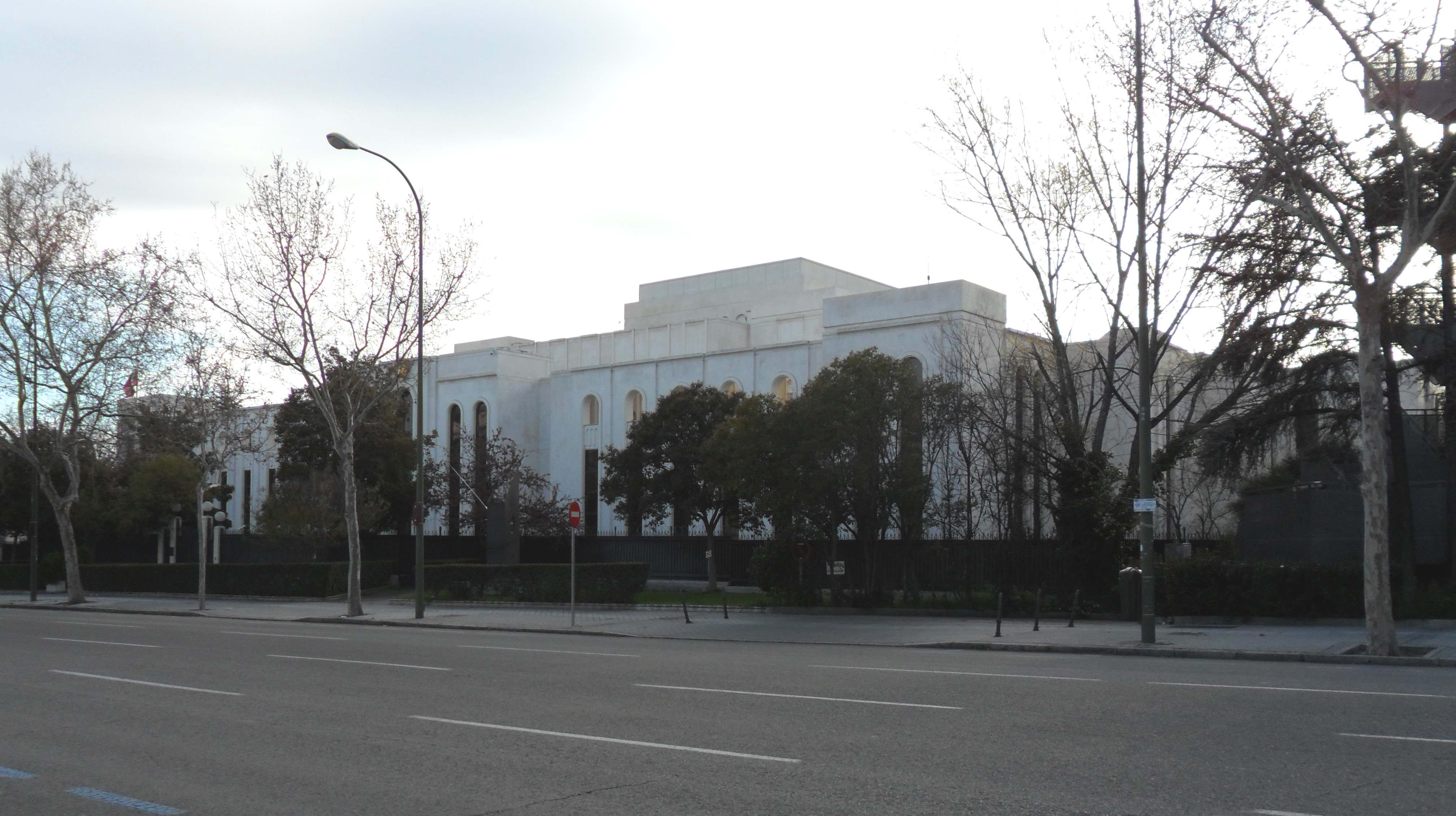
俄羅斯駐西班牙大使館

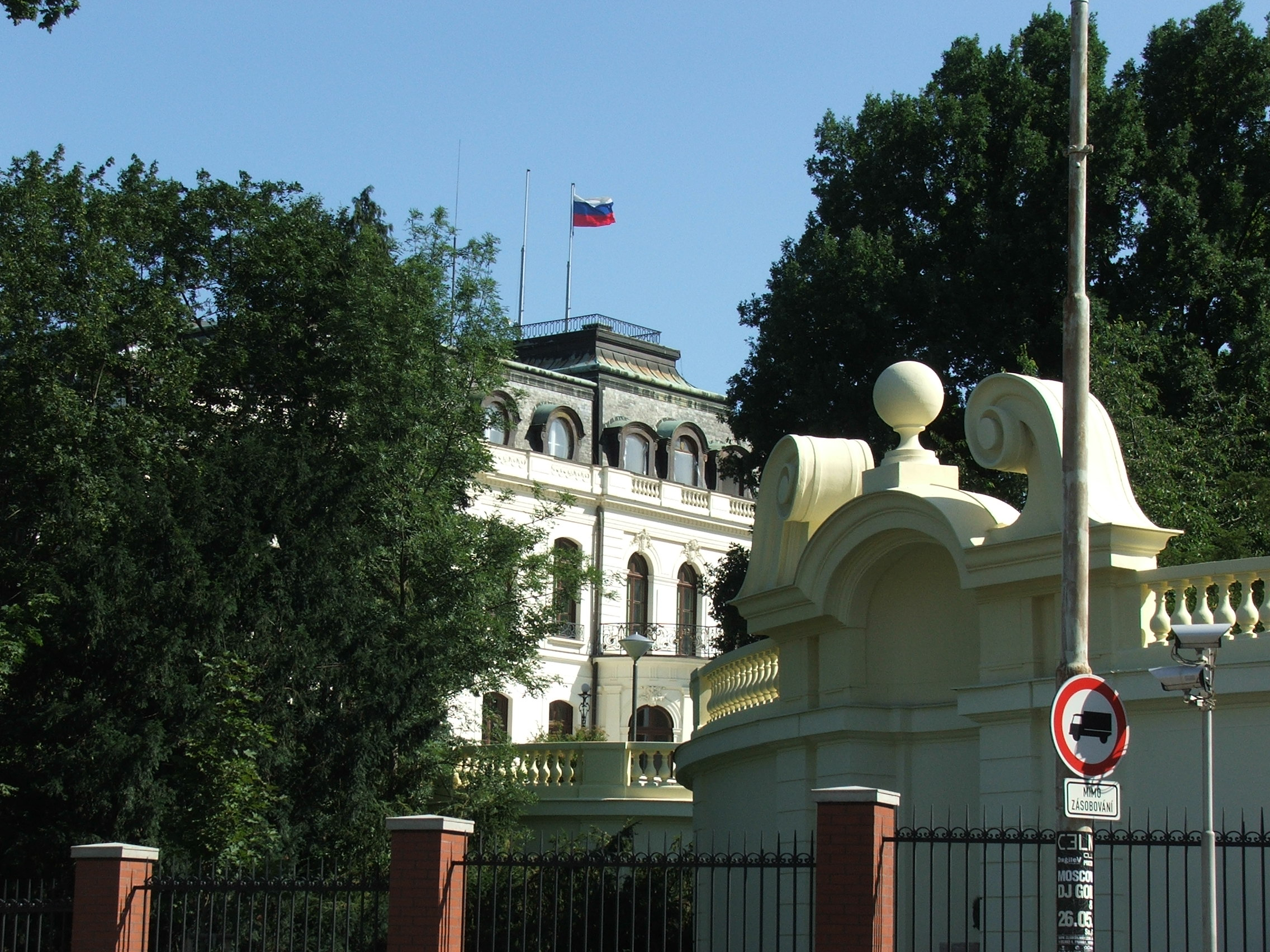
俄羅斯駐捷克大使館

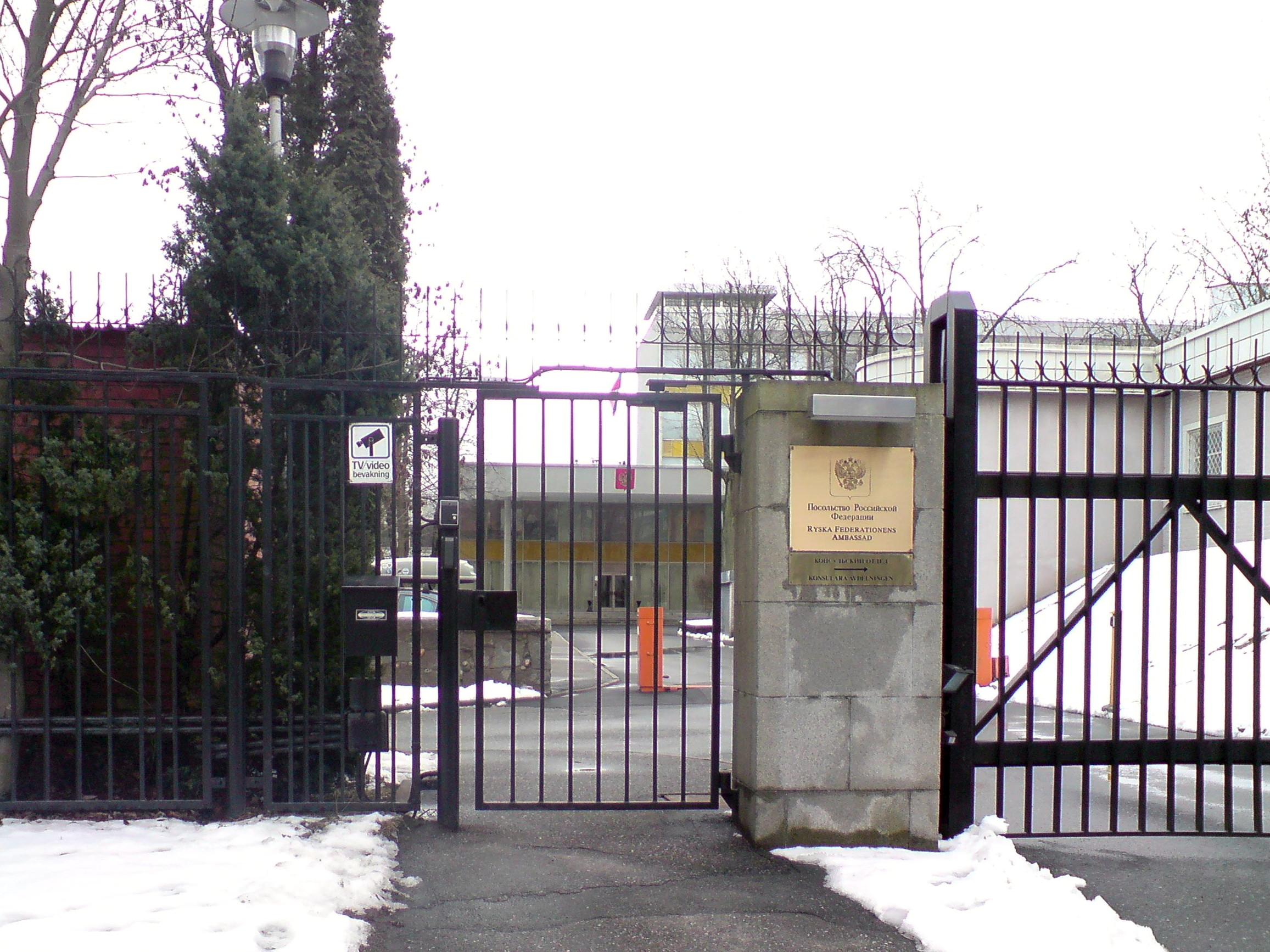
俄羅斯駐瑞典大使館

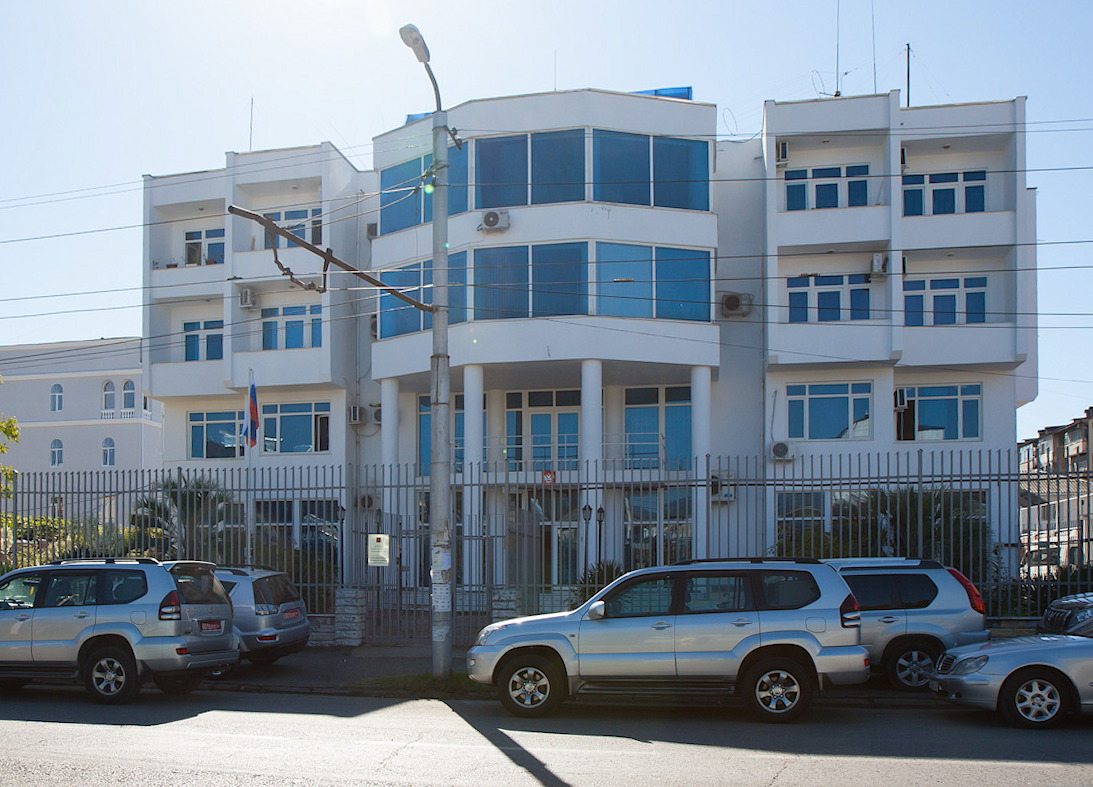
俄羅斯駐阿布哈茲大使館

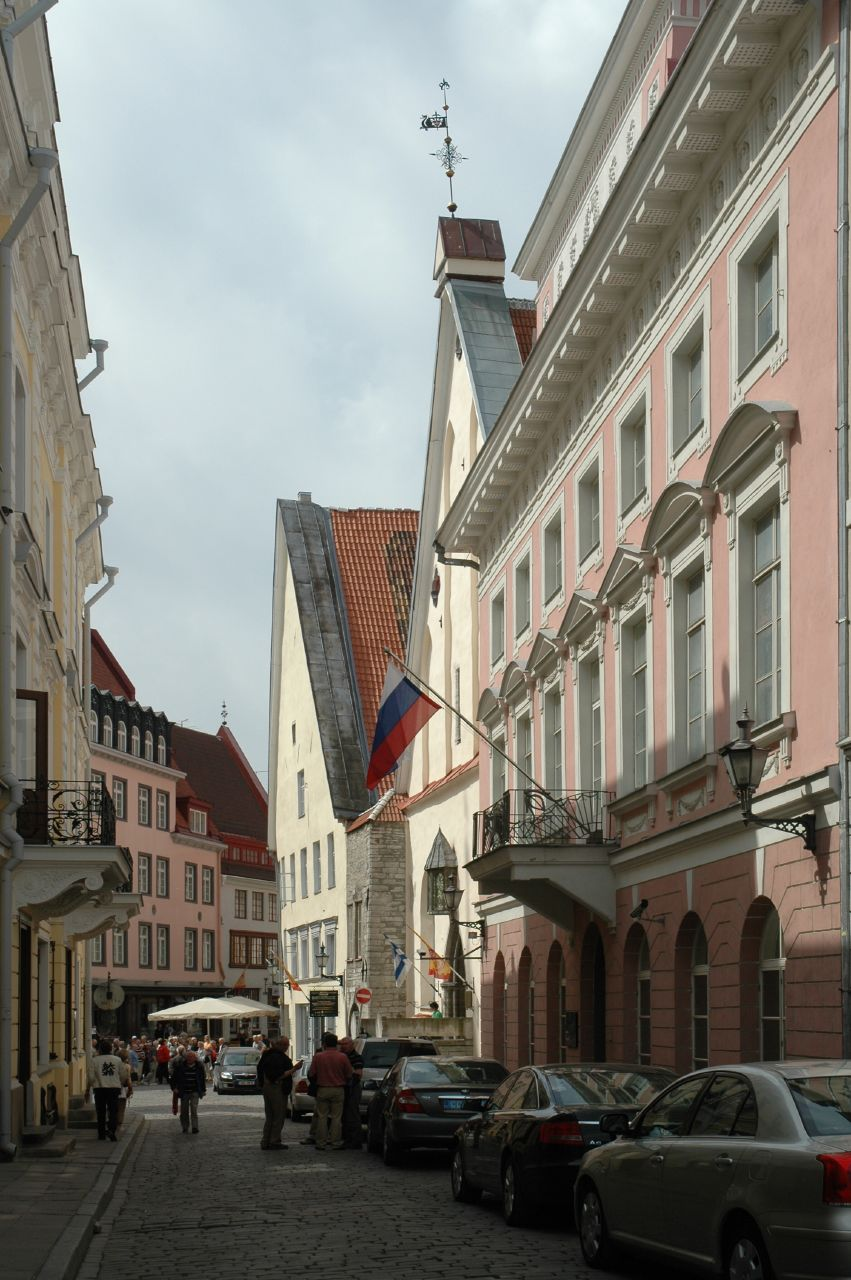
俄羅斯駐愛沙尼亞大使館

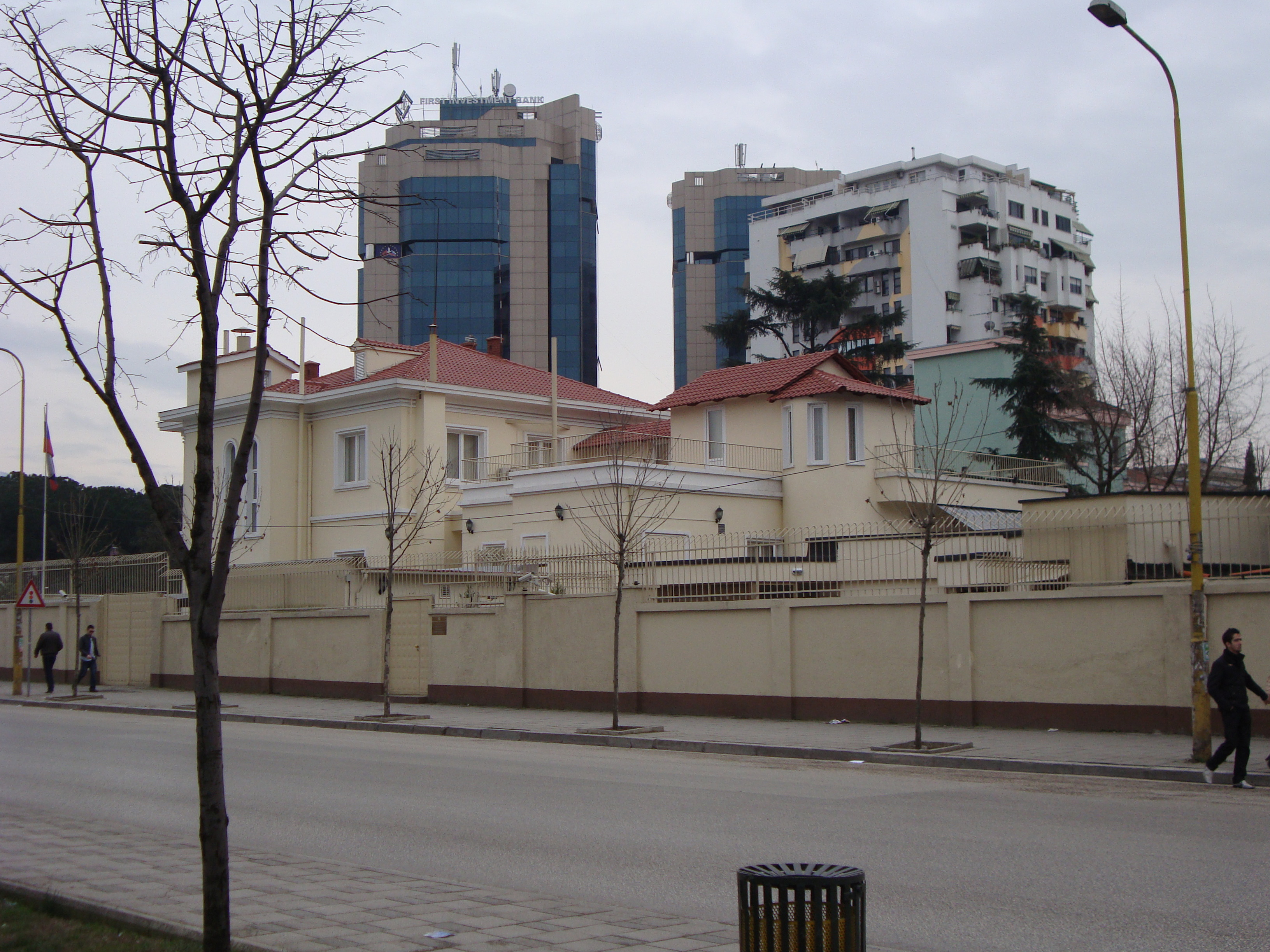
俄羅斯駐阿爾巴尼亞大使館

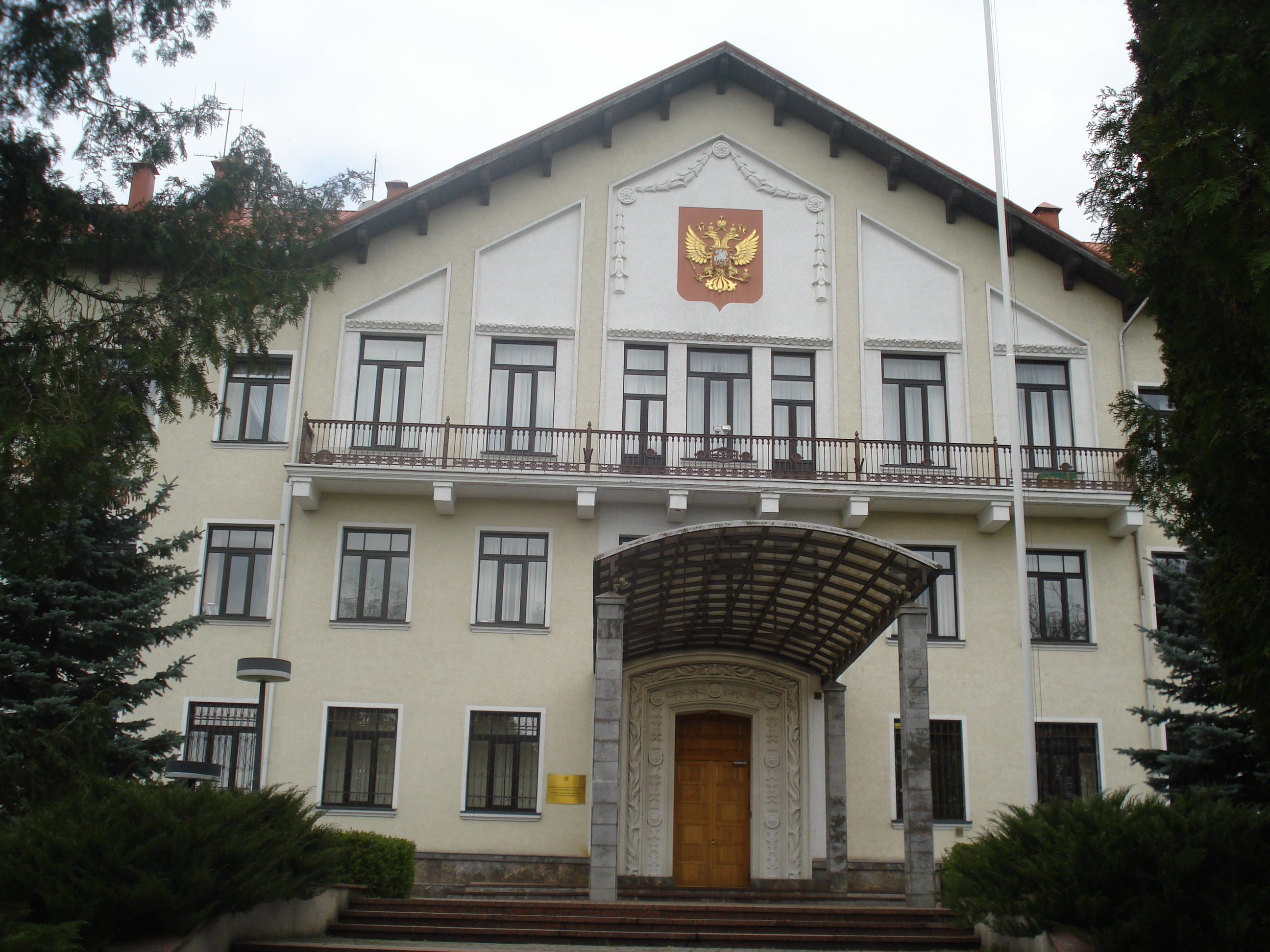
俄羅斯駐立陶宛大使館

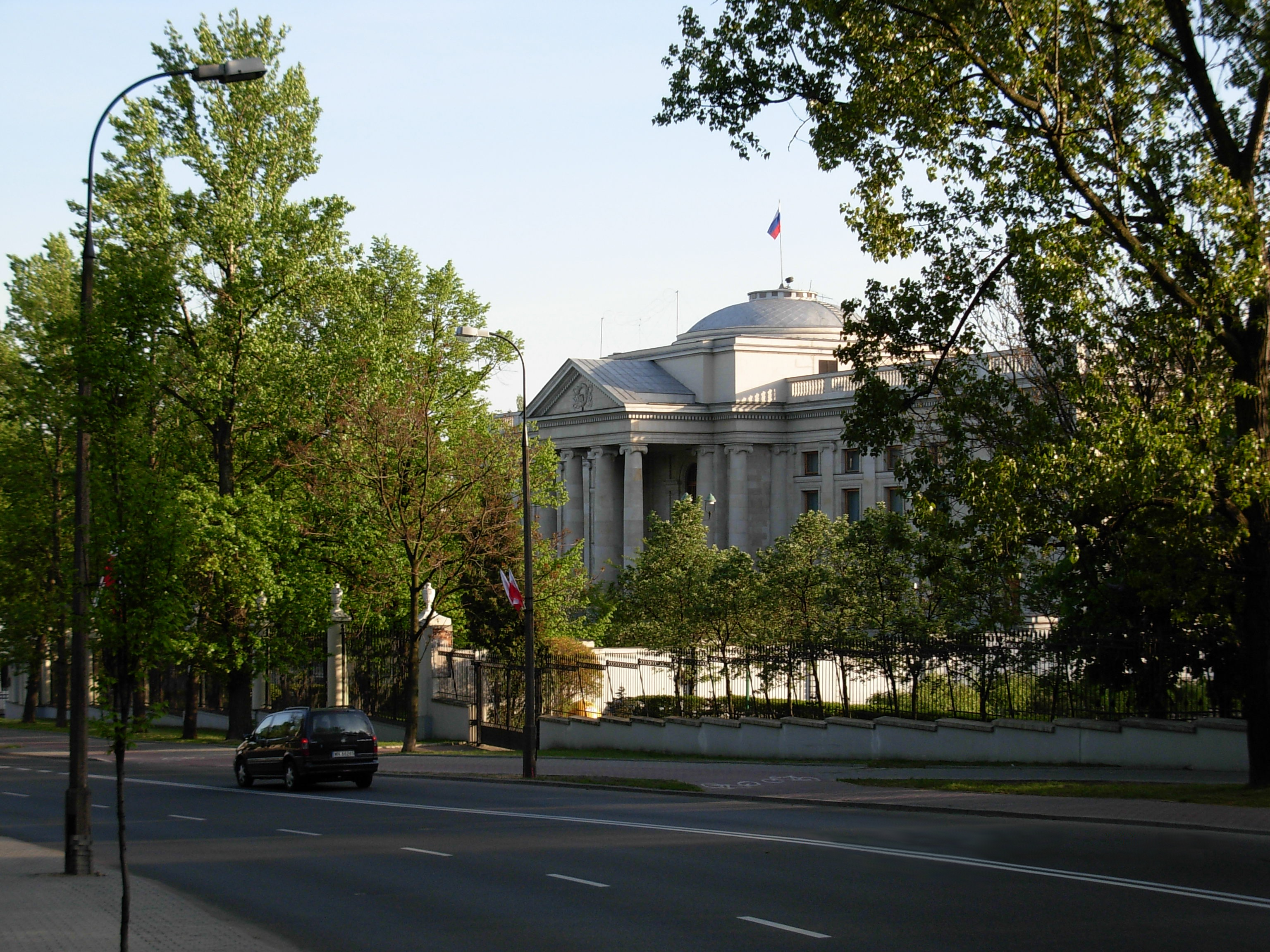
俄羅斯駐波蘭大使館

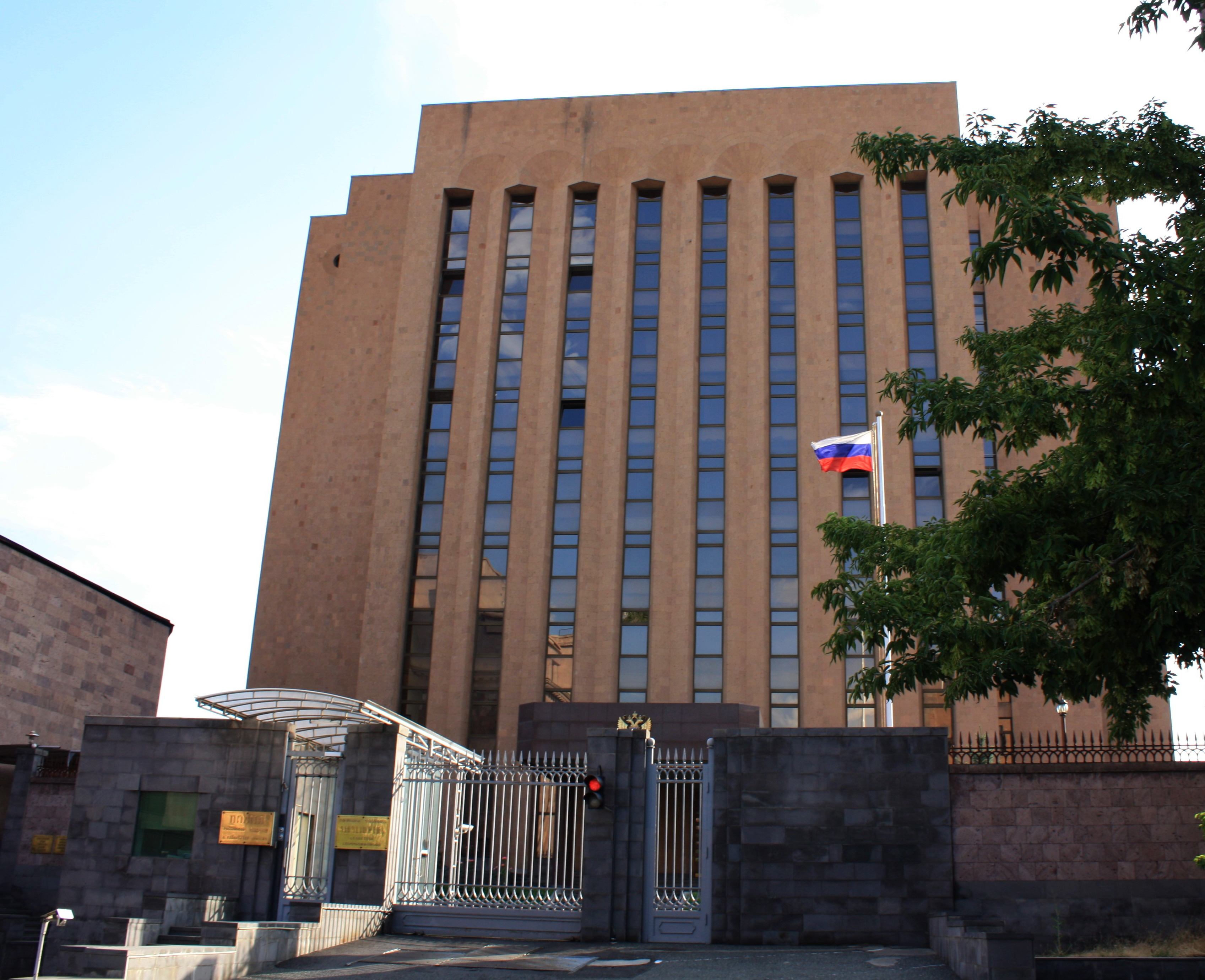
俄羅斯駐亞美尼亞大使館

- 阿布哈茲
  - 蘇呼米（大使館（俄语：Посольство России в Абхазии））
- 阿尔巴尼亚
  - 地拉那（大使館）
- 奥地利
  - 維也納（大使館（英语：Embassy of Russia in Vienna））
  - 薩爾茨堡（领事馆）
- 白俄羅斯
  - 明斯克（大使館（俄语：Посольство России в Белоруссии））
  - 布雷斯特（領事館）
  - 格罗德诺（总领事馆）
- 比利时
  - 布魯塞爾（大使館（俄语：Посольство России в Бельгии））
  - 安特衛普（領事館）
- - 薩拉熱窩（大使館）
- 保加利亚
  - 索菲亞（大使館（俄语：Посольство России в Болгарии））
  - 魯塞（領事館）
  - 瓦爾納（領事館）
- - 薩格勒布（大使馆）
- 賽普勒斯
  - 尼科西亞（大使馆）
- 捷克
  - 布拉格（大使館（英语：Embassy of Russia in Prague））[3]
- 丹麦
  - 哥本哈根（大使館（英语：Embassy of Russia in Copenhagen））
- 爱沙尼亚
  - 塔林（大使館）[4]
- 芬兰
  - 赫爾辛基（大使館（俄语：Посольство России в Финляндии））
  - 瑪麗港（領事館（俄语：Консульство Российской Федерации в Мариехамне））
  - 圖爾庫（領事館（俄语：Генеральное консульство Российской Федерации в Турку））
- 法國
  - 巴黎（大使館（法语：Ambassade de Russie en France））
  - 馬賽（領事館）
  - 斯特拉斯堡（領事館）
- 德国
  - 柏林（大使館）
  - 波恩（領事館）
  - 法蘭克福（領事館）
  - 漢堡（領事館）
  - 萊比錫（領事館）
  - 慕尼黑（領事館）
- 希腊
  - 雅典（大使館）
  - 塞薩洛尼基（領事館）
- 匈牙利
  - 布達佩斯（大使館）
  - 德布勒森（領事館）
- 冰島
  - 雷克雅未克（大使館）
- 爱尔兰
  - 都柏林（大使館）
- 義大利
  - 羅馬（大使館（俄语：Посольство России в Италии））
  - 熱那亞（領事館）
  - 米蘭（領事館）
  - 巴勒莫（領事館）
- 拉脫維亞
  - 里加（大使館）[4]
- 立陶宛
  - 維爾紐斯（大使館）
- 盧森堡
  - 盧森堡（大使館（俄语：Embassy of Russia in Luxembourg））
- 北馬其頓
  - 斯科普里（大使館）
  - 比托拉（領事館）
- 馬爾他
  - 瓦萊塔（大使館）
- 摩尔多瓦
  - 基希訥烏（大使館）
- 蒙特內哥羅
  - 波德戈里察（大使館）
- 荷蘭
  - 海牙（大使館（俄语：Посольство России в Нидерландах））
- 挪威
  - 奧斯陸（大使館（英语：Embassy of Russia in Oslo））
  - 希爾克內斯（領事館）
  -  斯瓦尔巴
    - 巴伦支堡（領事館）
- 波蘭
  - 華沙（大使館（波兰语：Ambasada Rosji w Polsce））
  - 格但斯克（領事館（波兰语：Konsulat Generalny Rosji w Gdańsku））
  - 克拉科夫（領事館）
  - 波茲南（領事館）
- 葡萄牙
  - 里斯本（大使館）
- 羅馬尼亞
  - 布加勒斯特（大使館）
  - 康斯坦察（領事館）
- 塞爾維亞
  - 貝爾格萊德（大使館）
- 斯洛伐克
  - 布拉迪斯拉發（大使館）
- 斯洛維尼亞
  - 盧布爾雅那（大使館）
- 南奥塞梯
  - 茨欣瓦利（大使館）
- 西班牙
  - 馬德里（大使館（俄语：Посольство России в Испании））
  - 巴塞羅那（領事館）
- 瑞典
  - 斯德哥爾摩（大使館（俄语：Посольство России в Швеции））
  - 哥德堡（領事館）
- 瑞士
  - 伯爾尼（大使館（俄语：Посольство России в Швейцарии））
  - 日內瓦（領事館）
- 英国
  - 倫敦 （大使館）
  - 愛丁堡（領事館）
- 梵蒂冈（教廷國）
  - 羅馬（大使館（俄语：Посольство России в Ватикане））

## 北美洲

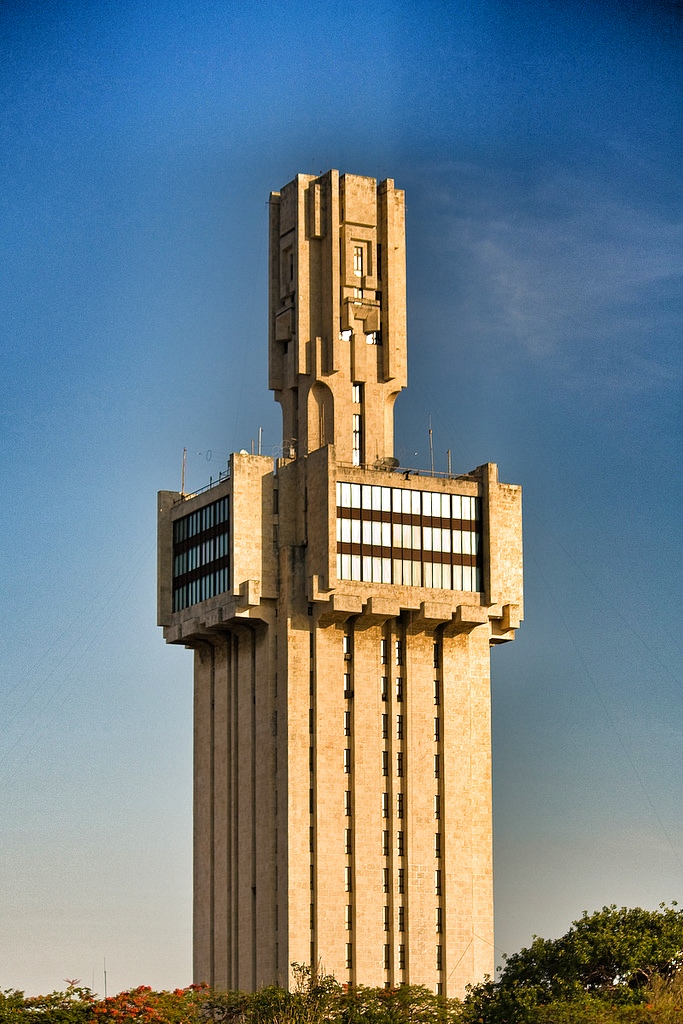
俄羅斯駐古巴大使館

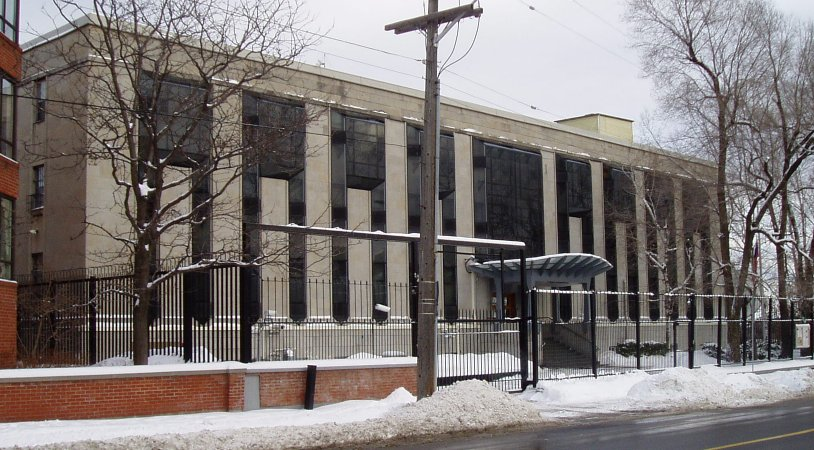
俄羅斯駐加拿大大使館

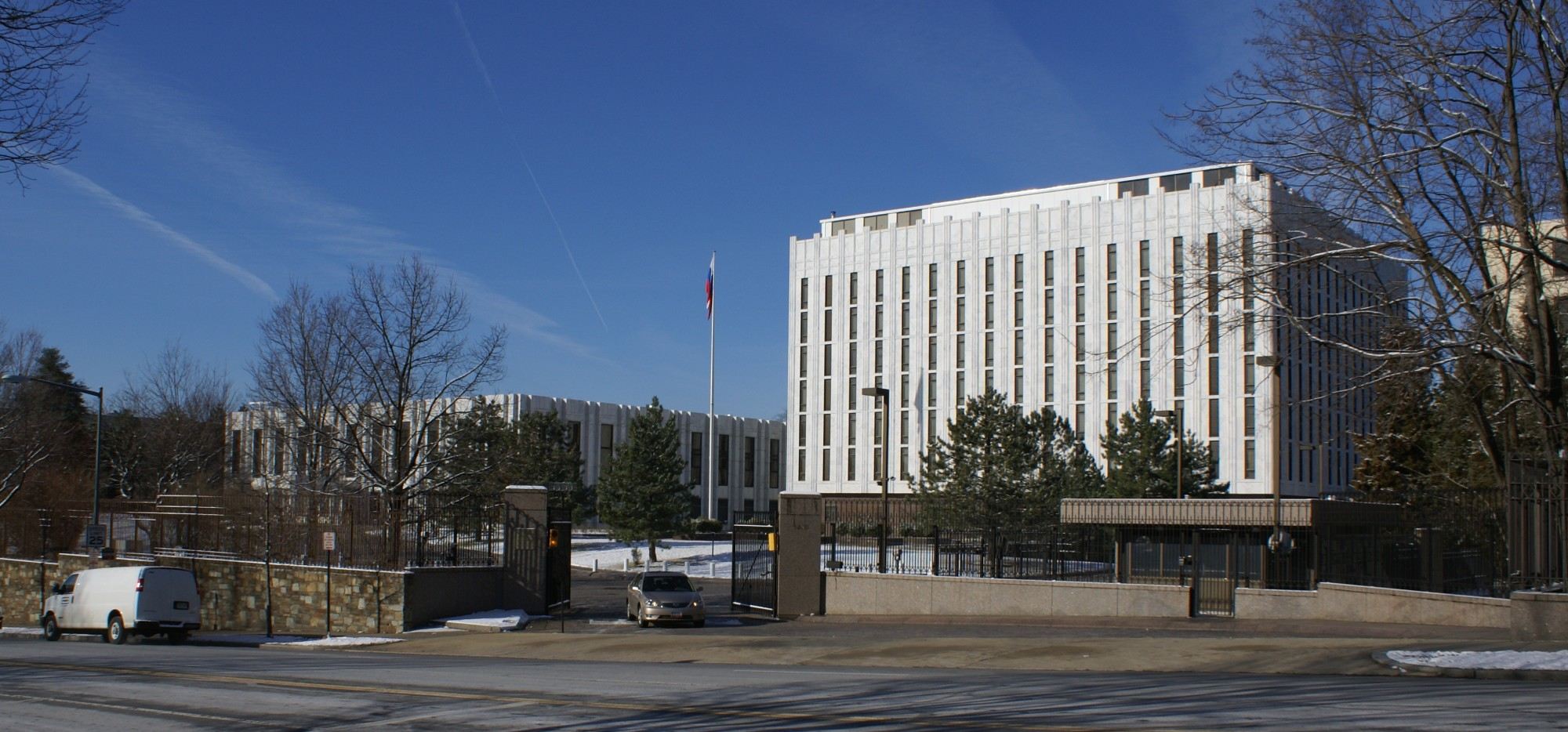
俄羅斯駐美國大使館

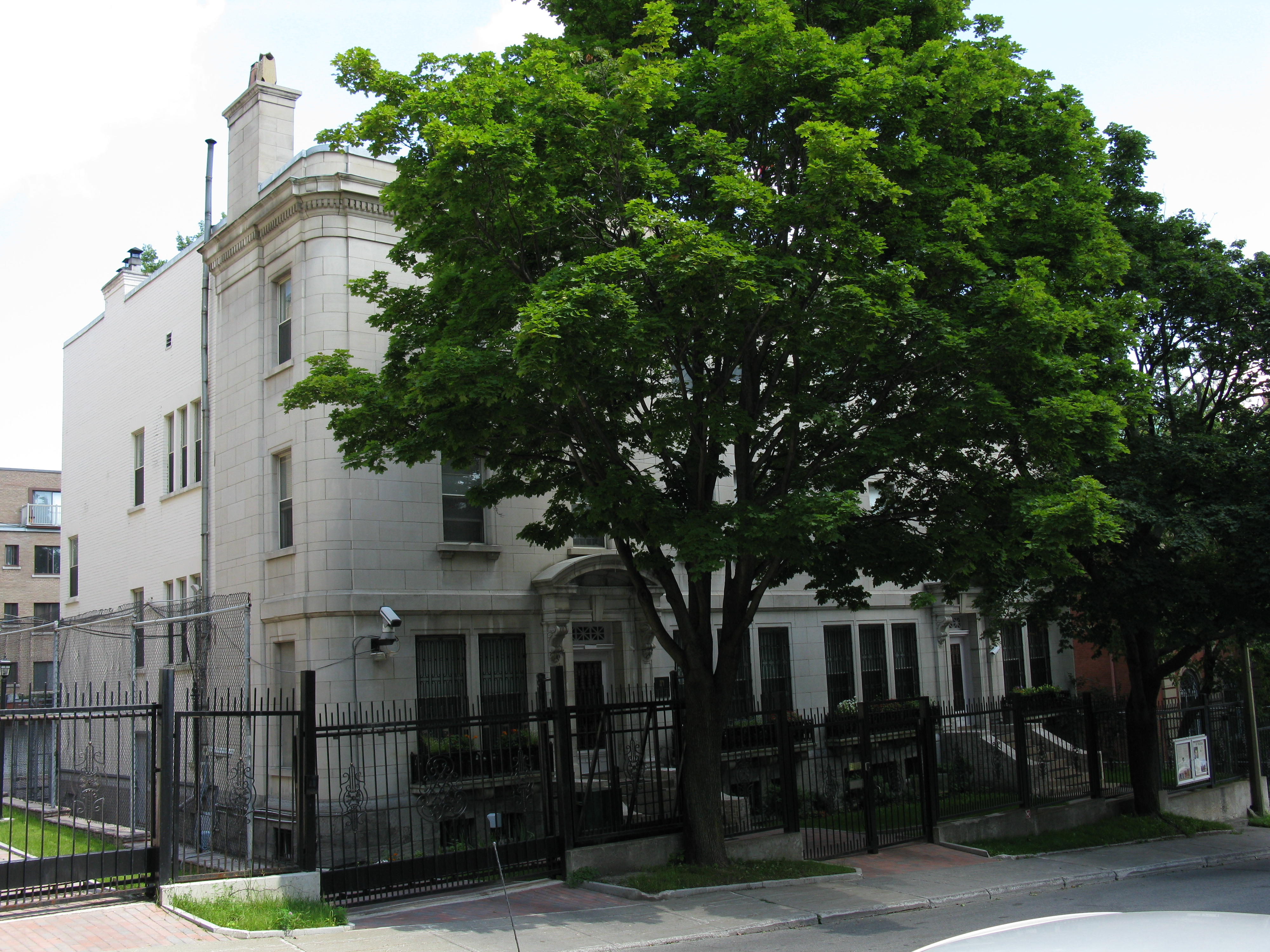
俄羅斯駐蒙特利爾領事館

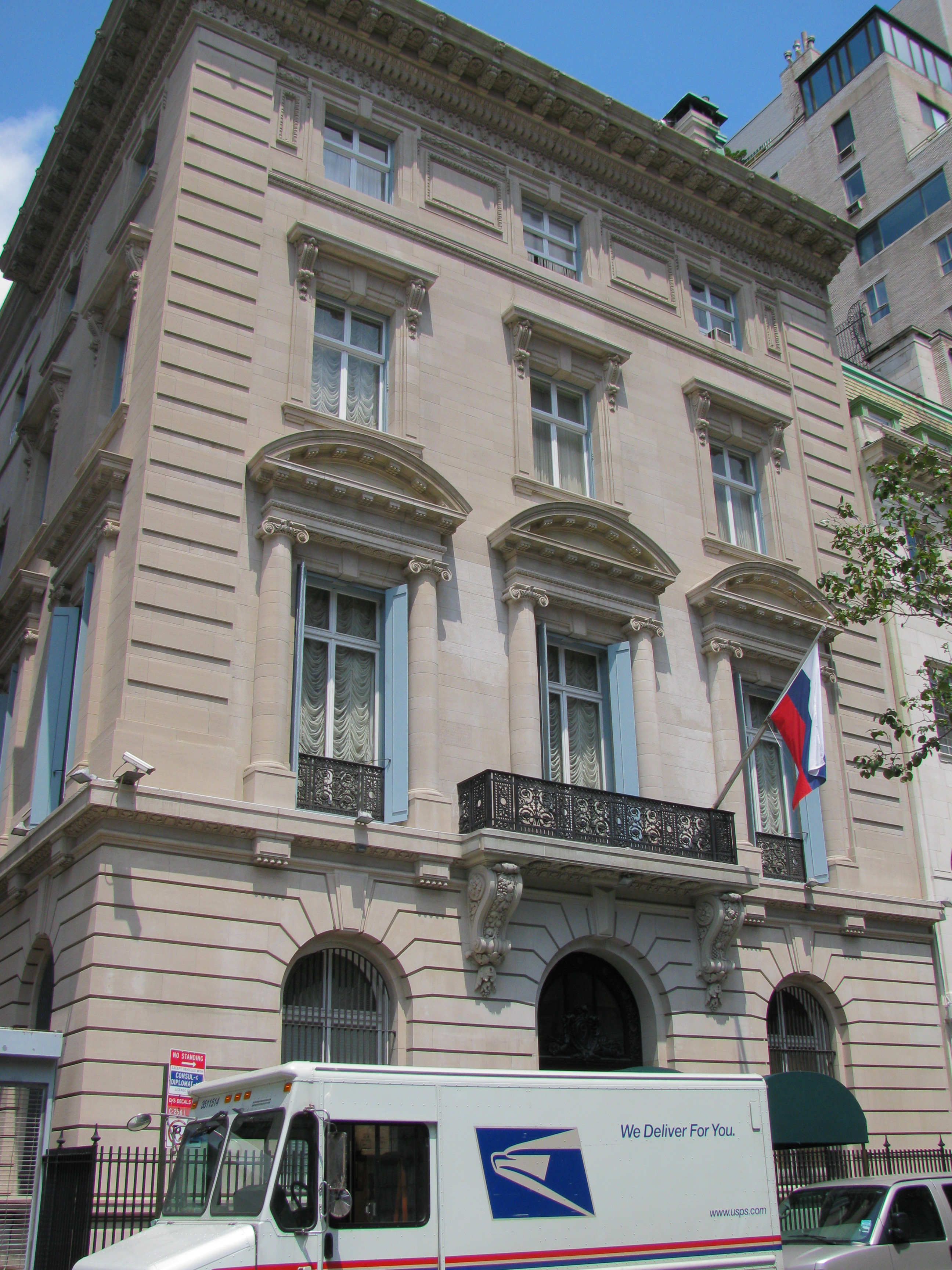
俄羅斯駐紐約總領事館

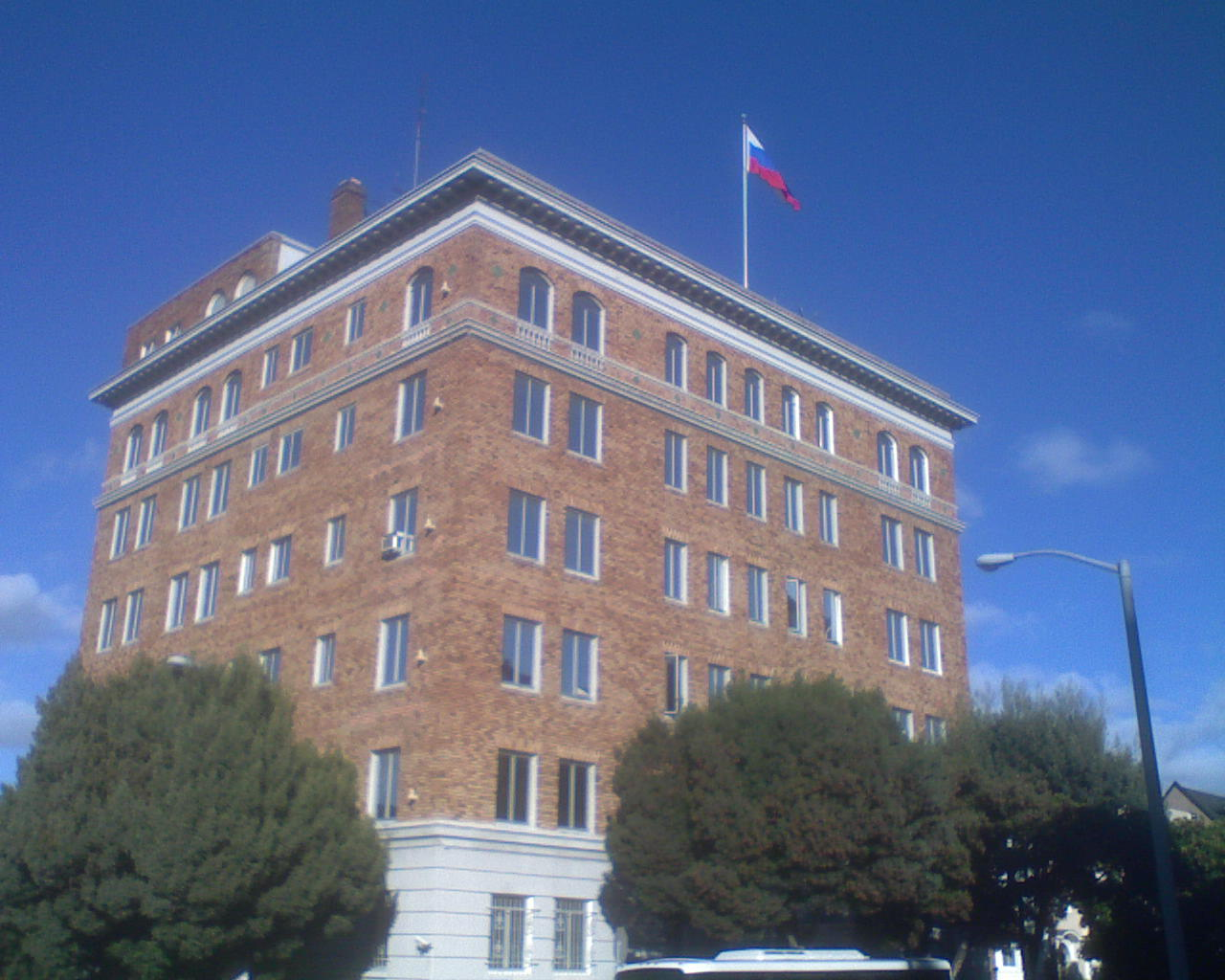
俄羅斯駐舊金山總領事館

- 加拿大
  - 渥太華（大使館）
  - 多倫多（領事館）
  - 蒙特利爾（領事館）
- - 聖何塞（領事館）
- 古巴
  - 哈瓦那（大使館（英语：Embassy of Russia in Havana））
  - 古巴聖地亞哥（領事館）
- - 聖多明哥（大使館）[5]
- - 危地馬拉城（大使館）
- 牙买加
  - 金士頓（大使館）
- 墨西哥
  - 墨西哥城（大使館）
- 尼加拉瓜
  - 馬那瓜（大使館）
- 巴拿马
  - 巴拿馬市（大使館）
- 美国
  - 華盛頓特區（大使館）
  - 休斯頓（總領事館（英语：Consulate-General of Russia in Houston））
  - 紐約（總領事館（英语：Consulate-General of Russia in New York City））

## 南美洲
- 阿根廷
  - 布宜諾斯艾利斯（大使館）
- 玻利维亚
  - 拉巴斯（大使館）
- 巴西
  - 巴西利亞（大使館（俄语：Посольство России в Бразилии））
  - 里約熱內盧（領事館）
  - 聖保羅（領事館）
- 智利
  - 聖地亞哥（大使館）
- 哥伦比亚
  - 波哥大（大使館）
- - 基多（大使館）
- - 喬治敦（大使館）
- 巴拉圭
  - 亞松森（大使館）
- 秘魯
  - 利馬（大使館）
- 乌拉圭
  - 蒙得維的亞（大使館）
- 委內瑞拉
  - 加拉加斯（大使館）

## 非洲

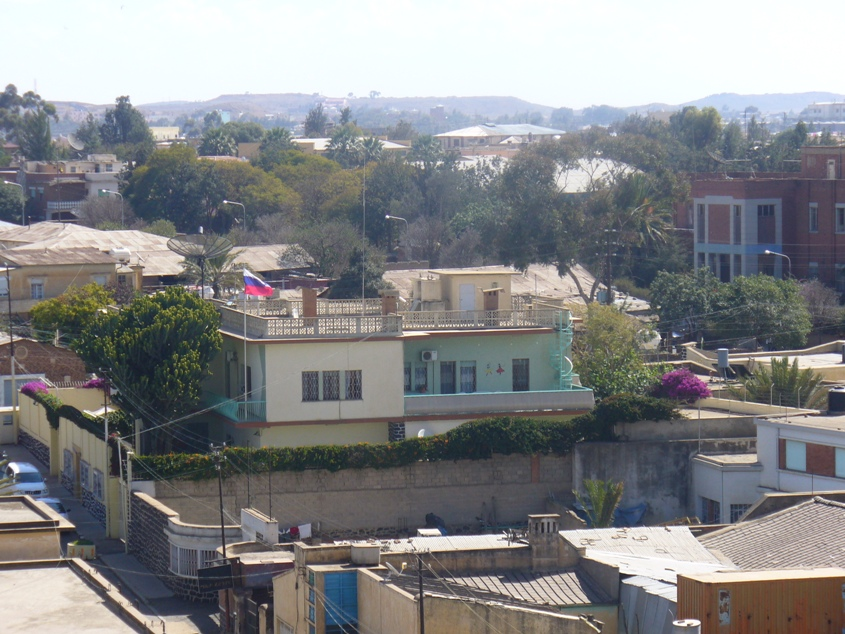
俄羅斯駐厄利垂亞大使館

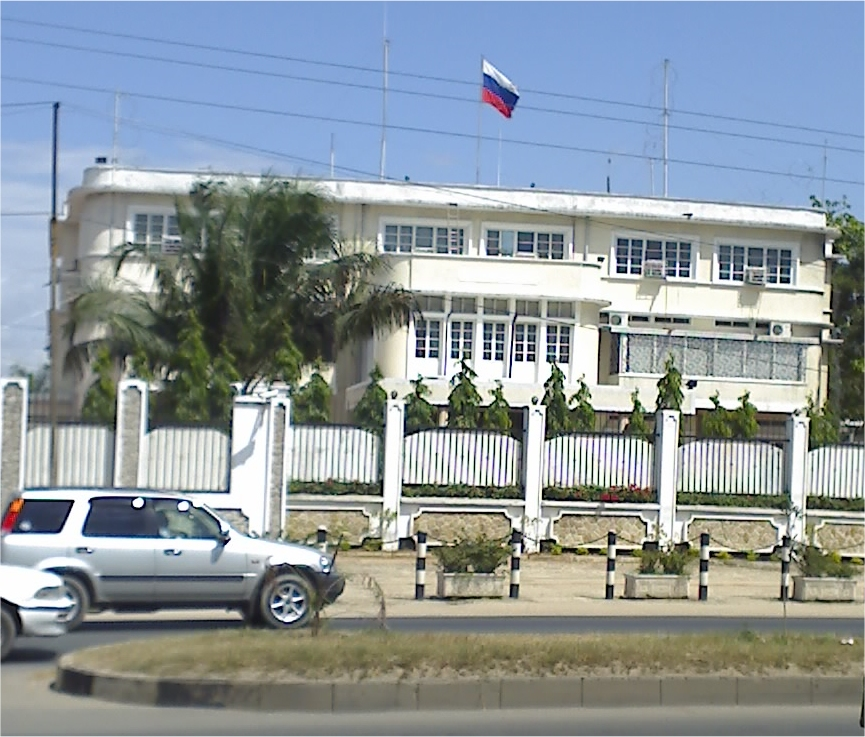
俄羅斯駐坦尚尼亞大使館

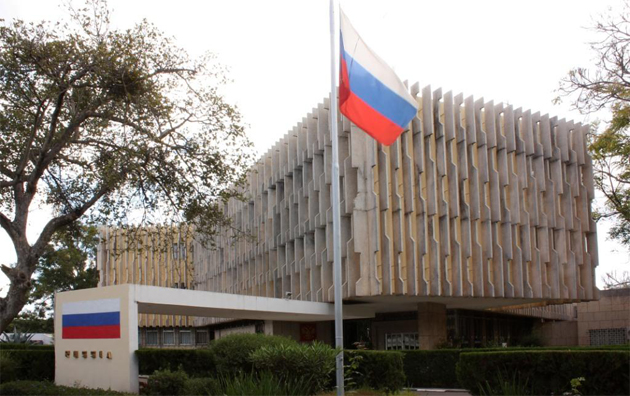
俄羅斯駐尚比亞大使館

- 阿尔及利亚
  - 阿爾及爾（大使館）
  - 安納巴（領事館）
- 安哥拉
  - 羅安達（大使館）
- - 科托努（大使館）
- - 哈博羅內（大使館）
- 布吉納法索
  - 瓦加杜古（大使館）[6]
- - 布瓊布拉（大使館）
- 喀麦隆
  - 雅溫得（大使館）
- - 培亞（大使館）
- 中非
  - 班吉（大使館）
- - 恩賈梅納（大使館）
- 刚果民主共和国
  - 金沙薩（大使館）
- 刚果共和国
  - 布拉柴維爾（大使館）
- - 阿比讓（大使館）
- - 吉布提市（大使館）
- 埃及
  - 開羅（大使館）
  - 亞歷山大（領事館）
- - 阿斯馬拉（大使館）
- 衣索比亞
  - 亞的斯亞貝巴（大使館）
- 加彭
  - 利伯維爾（大使館）
- - 阿克拉（大使館）
- 几内亚
  - 科納克里（大使館）
- - 比紹（大使館）
- - 內羅畢（大使館）
- 利比亞
  - 的黎波里（大使館）
- 马达加斯加
  - 塔那那利佛（大使館）
- - 巴馬科（大使館）
- 毛里塔尼亚
  - 努瓦克肖特（大使館）
- 模里西斯
  - 路易港（大使館）
- 摩洛哥
  - 拉巴特（大使館）
  - 卡薩布蘭卡（領事館）
- 莫桑比克
  - 馬普托（大使館）
- 纳米比亚
  - 溫得和克（大使館）
- 奈及利亞
  - 阿布賈（大使館）
  - 拉各斯（領事館）
- 卢旺达
  - 基加利（大使館）
- 塞内加尔
  - 達喀爾（大使館）
- 塞舌尔
  - 維多利亞（大使館）
- 南非
  - 比勒陀利亞（大使館）
  - 開普敦（大使館）
- 南蘇丹
  - 朱巴（大使館）
- 苏丹
  - 喀土穆（大使館）
- 坦桑尼亚
  - 三蘭港（大使館（英语：Embassy of Russia, Dar es Salaam））
- 突尼西亞
  - 突尼斯（大使館）
- 乌干达
  - 坎帕拉（大使館）
- 尚比亞
  - 盧薩卡（大使館）
- 辛巴威
  - 哈拉雷（大使館）

## 亞洲

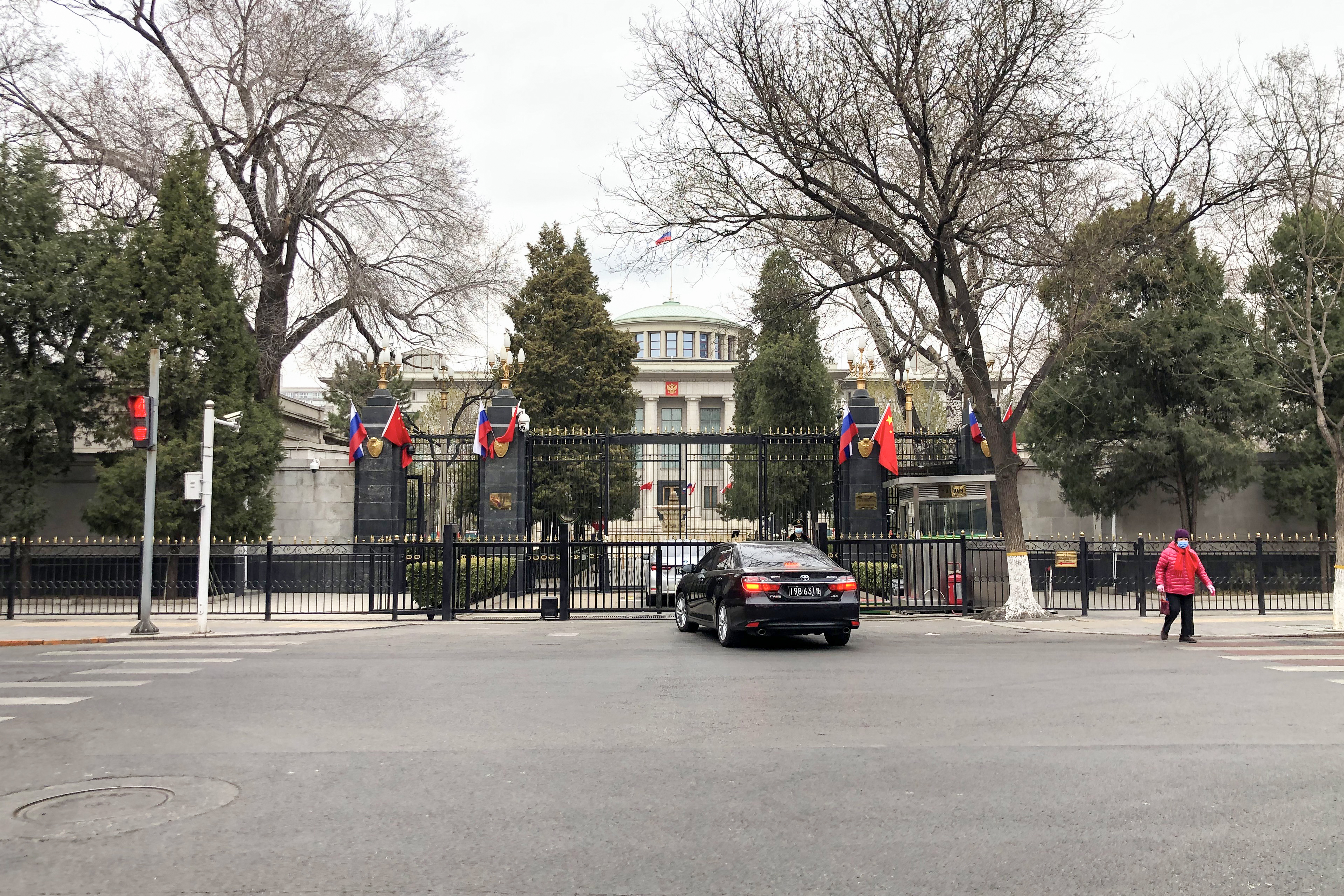
俄罗斯驻华大使馆

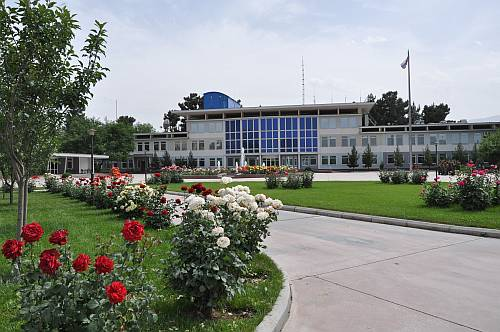
俄羅斯駐阿富汗大使館

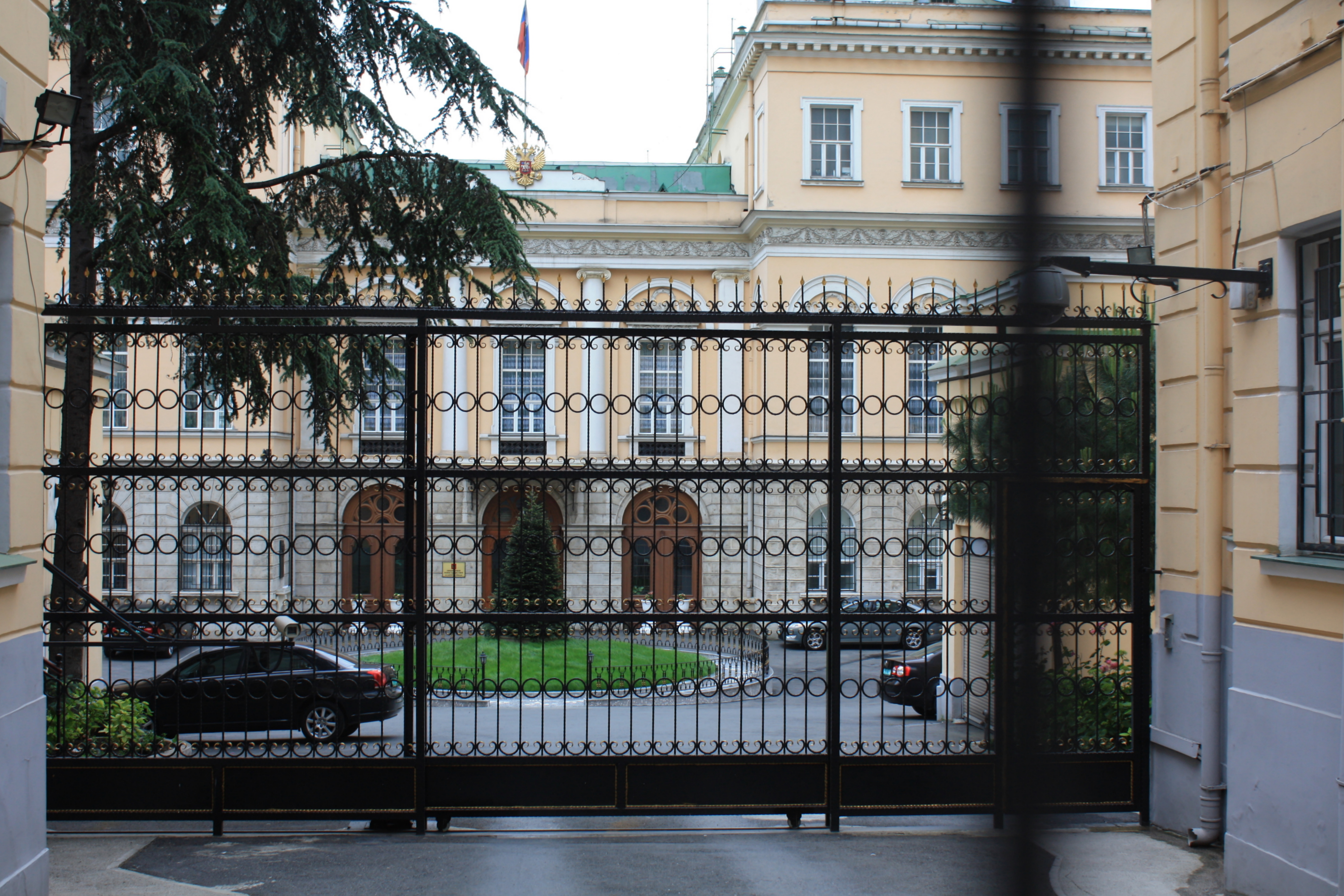
俄羅斯駐伊斯坦堡領事館

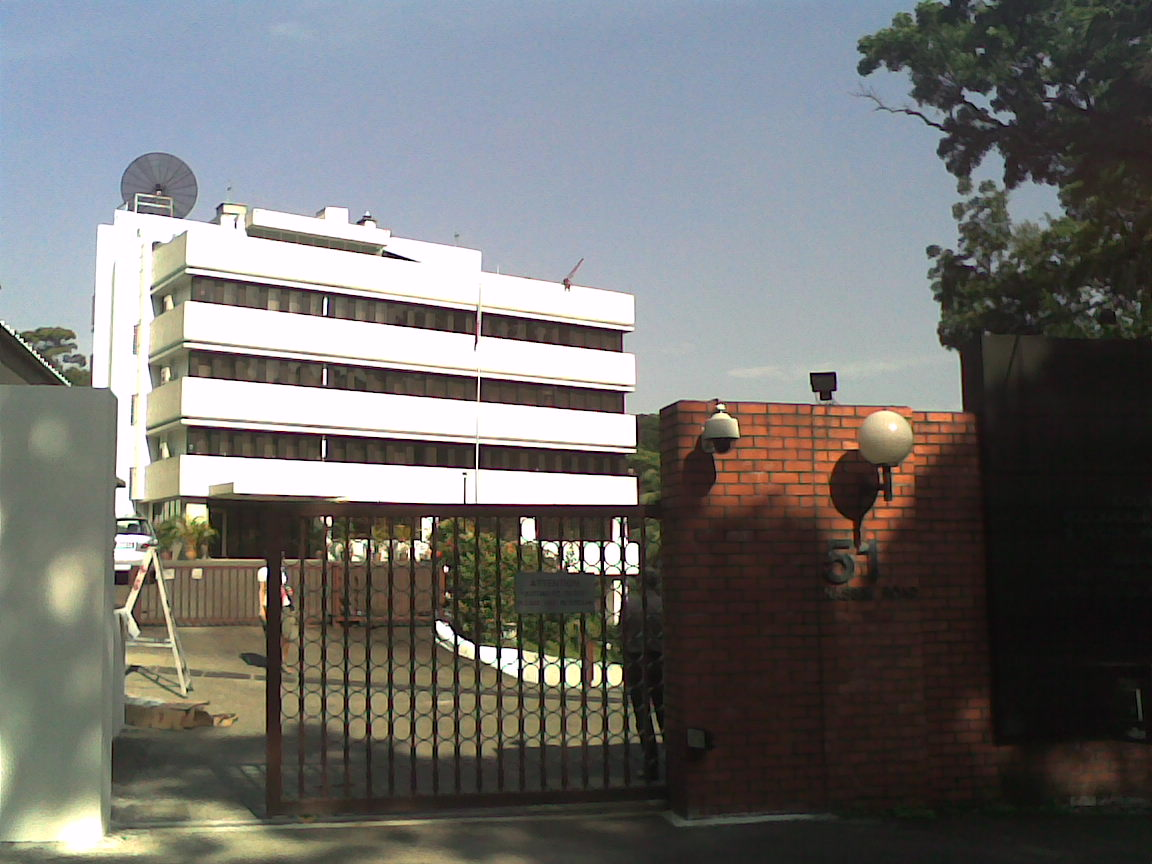
俄羅斯駐新加坡大使館

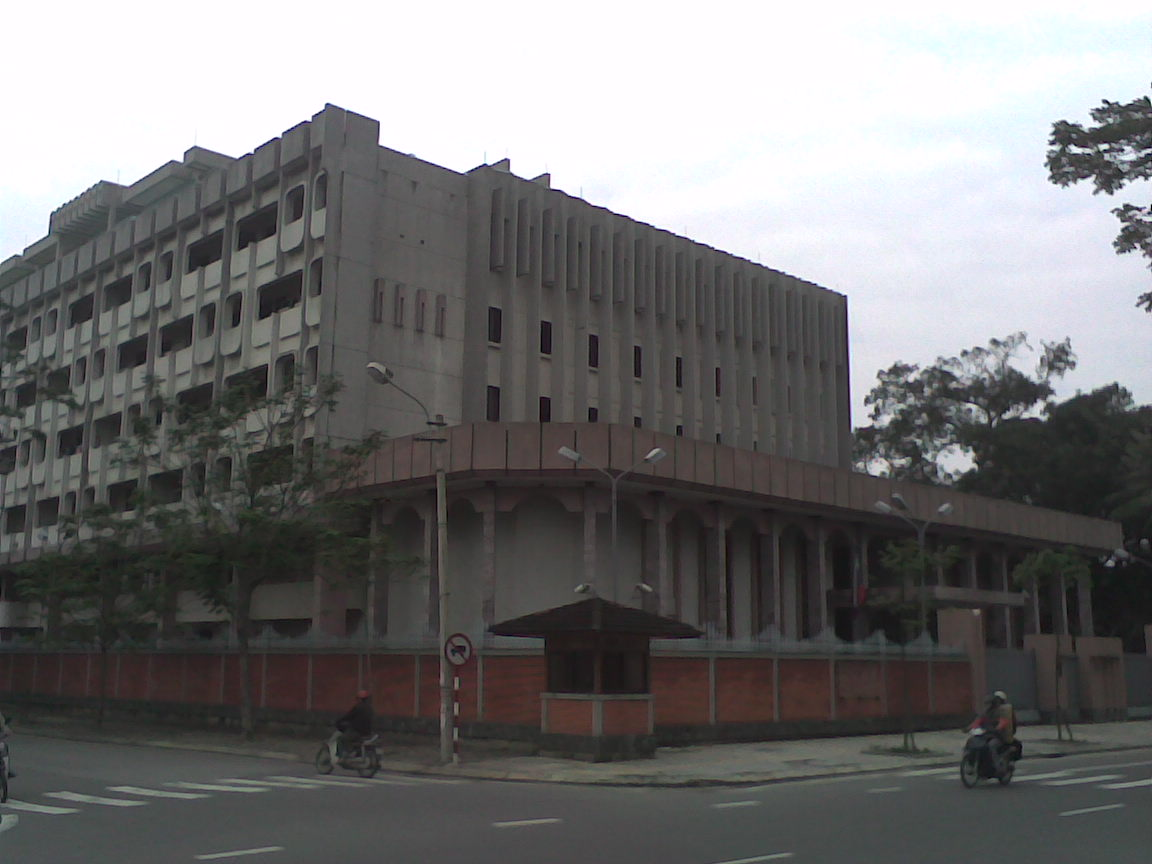
俄羅斯駐峴港領事館

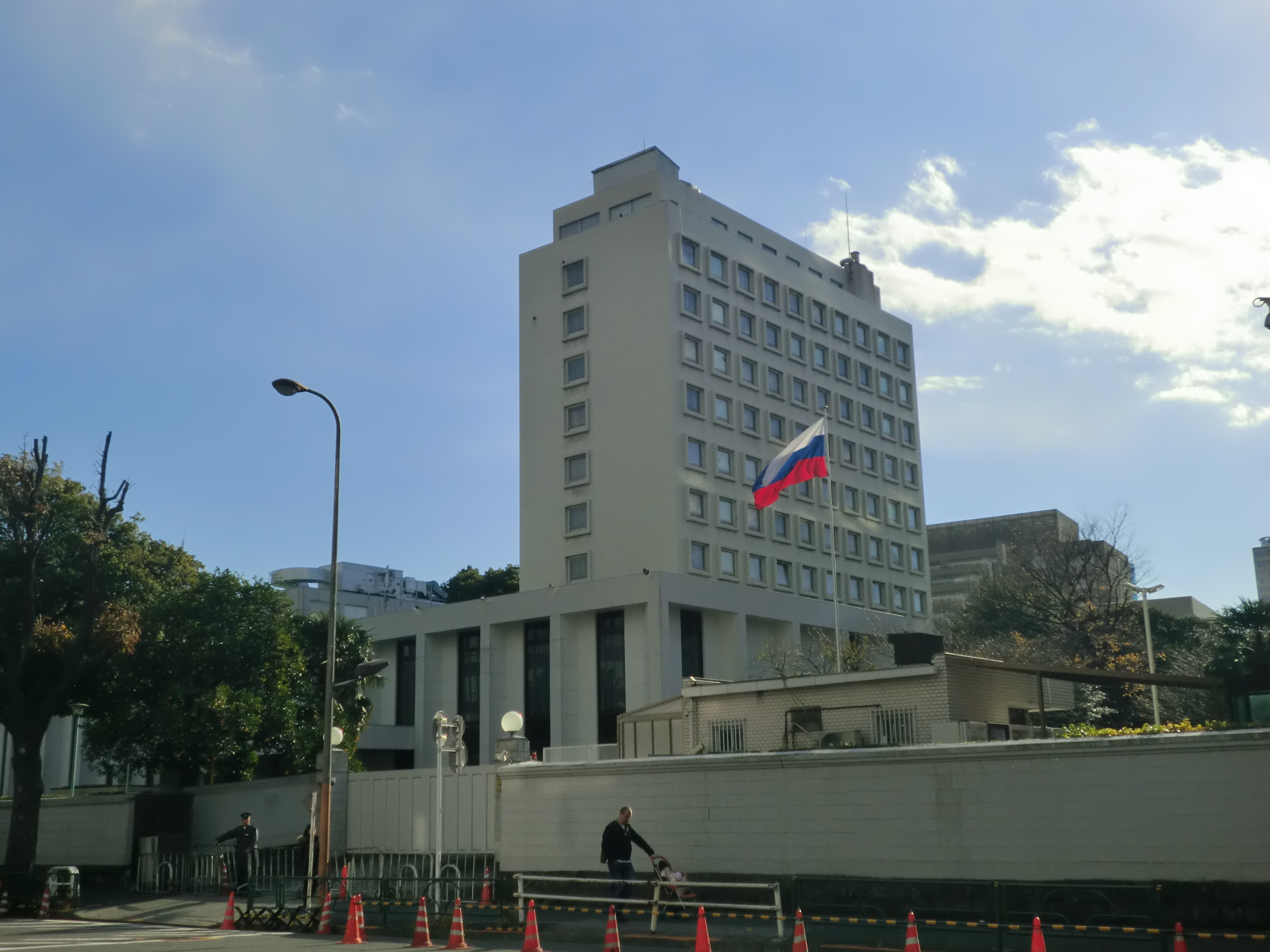
俄羅斯駐日大使館

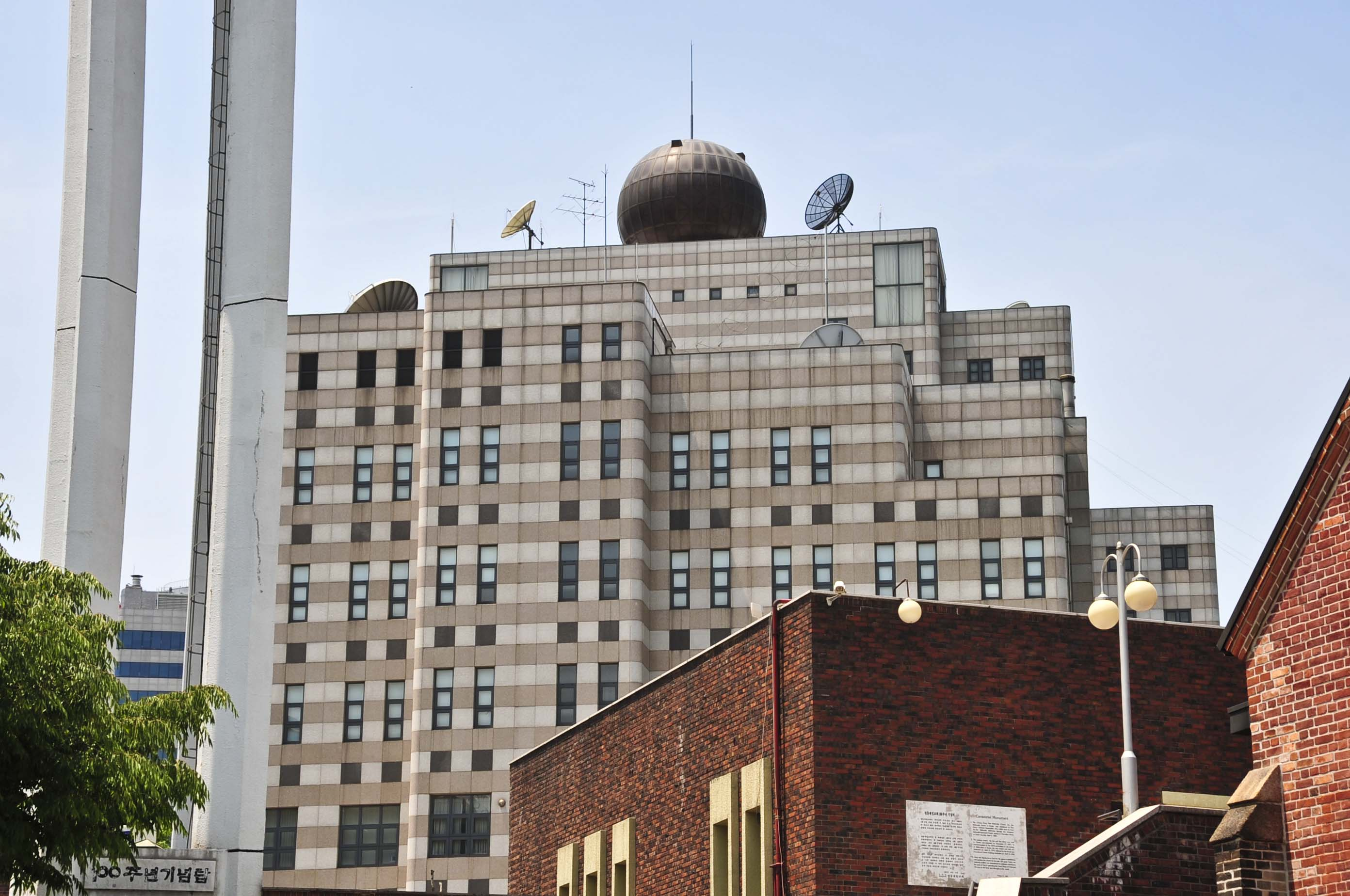
俄羅斯駐韓大使館

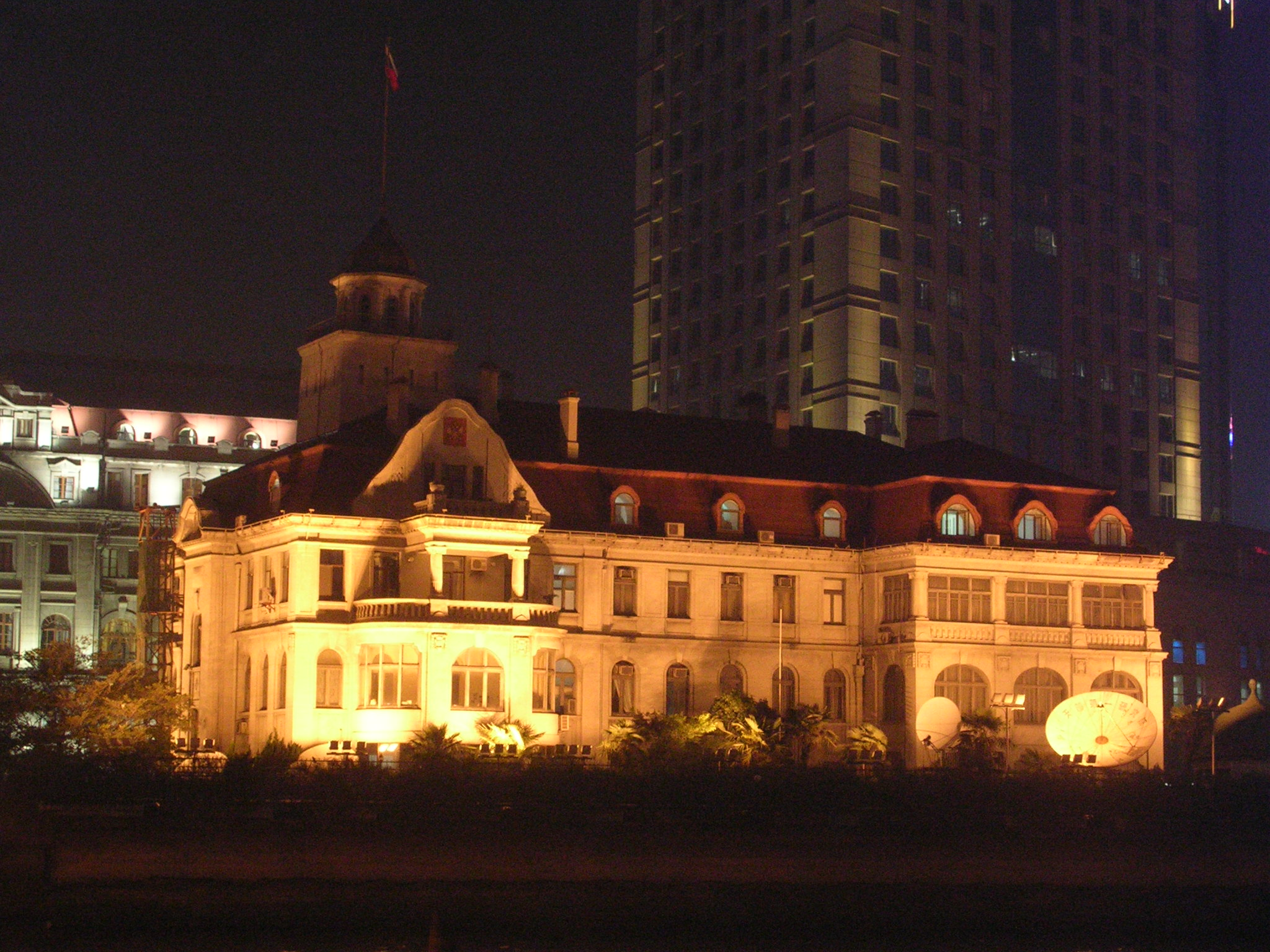
俄羅斯駐上海總領事館

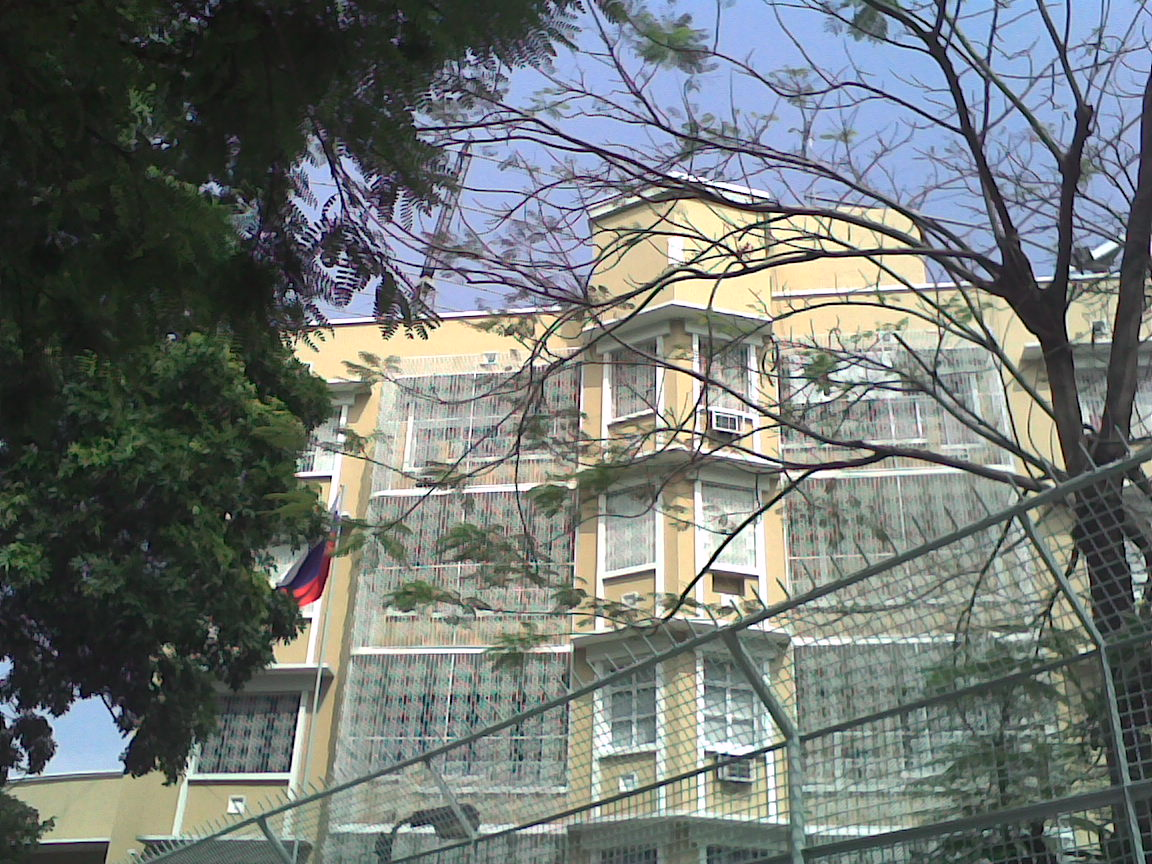
俄羅斯駐胡志明市總領事館

- 阿富汗
  - 喀布爾（大使館）
  - 馬扎里沙里夫（總領事館）
- 亞美尼亞
  - 埃里溫（大使館）
  - 久姆里（領事館）
- - 巴庫（大使館（俄语：Посольство России в Азербайджане））
- 巴林
  - 麥納麥（大使館）
- - （大使館）
  - 吉大港（領事館）
- - 斯里巴加灣市（大使館）[7]
- 柬埔寨
  - 金邊（大使館）
- 中华人民共和国
  - 北京（大使館）
  - 廣州（总領事館）
  - 香港（總領事館）
  - 上海（总領事館）
  - 瀋陽（总領事館）
  - 哈尔滨（总領事館）
- 印度
  - 新德里（大使館（俄语：Посольство России в Индии））
  - 欽奈（總領事館（英语：Consulate General of the Russian Federation in Chennai））
  - 加爾各答（總領事館）
  - 孟買（總領事館）
- 印度尼西亞
  - 雅加達（大使館）
  - 登巴薩（領事館）
- 伊朗
  - 德黑蘭（大使館）
  - 伊斯法罕（領事館）
  - 拉什特（領事館）
- 伊拉克
  - 巴格達（大使館）
  - 埃爾比勒（領事館）
- 以色列
  - 特拉維夫（大使館）
  - 海法（領事館）
- 日本
  - 東京（大使館（俄语：Посольство России в Японии））
  - 函館（領事館）
  - 新潟（領事館）
  - 大阪（領事館）
  - 札幌（領事館）
- 约旦
  - 安曼（大使館）
- - 阿斯塔納（大使館（俄语：Посольство России в Казахстане））
  - 阿拉木圖（大使館）
  - 烏拉爾（領事館）
- - 平壤（大使館）
  - 清津（領事館）
- 大韓民國
  - 首爾（大使館（阿拉伯语：سفارة روسيا في كوريا الجنوبية））
  - 釜山（領事館）
- 科威特
  - 科威特市（大使館）
- - 比什凱克（大使館）
  - 奧什（領事館）
- - 萬象（大使館）
- 黎巴嫩
  - 貝魯特（大使館（俄语：Посольство России в Ливане））
- 马来西亚
  - 吉隆坡（大使館）
- 蒙古国
  - 烏蘭巴托（大使館（俄语：Посольство России в Монголии））
  - 達爾汗（總領事館（俄语：Генеральное консульство Российской Федерации в Дархане））
  - 額爾登特（總領事館（俄语：Генеральное консульство Российской Федерации в Эрдэнэте））
- 緬甸
  - 仰光（大使館）
- 尼泊尔
  - 加德滿都（大使館）
- 阿曼
  - 馬斯喀特（大使館）
- 巴基斯坦
  - 伊斯蘭堡（大使館）
  - 卡拉奇（領事館）
- 巴勒斯坦
  - 拉馬拉（大使館）
- 菲律賓
  - 馬尼拉（大使館）
- - 多哈（大使館）
- 沙烏地阿拉伯
  - 利雅得（大使館）
  - 吉達（領事館）
- 新加坡
  - 新加坡（大使館）
- 斯里蘭卡
  - 科倫坡（大使館）
- 叙利亚
  - 大馬士革（大使館（英语：Embassy of Russia in Damascus））
  - 阿勒頗（領事館）
- 中華民國
  - 台北（莫斯科台北經濟文化合作協調委員會駐台北代表處）
- - 杜尚別（大使館）
  - 苦盞（領事館）
- 泰國
  - 曼谷（大使館）
- 土耳其
  - 安卡拉（大使館）
  - 伊斯坦布爾（領事館）
  - 特拉布宗（領事館）
  - 安塔利亞（領事館）
- - 阿什哈巴德（大使館（俄语：Посольство России в Туркмении））
  - 土庫曼巴希（領事館）
- 阿联酋
  - 阿布扎比（大使館）
  - 杜拜（領事館）
- - 塔什干（大使館）
- 越南
  - 河內（大使館）
  - 胡志明市（領事館）
  - 峴港（領事館）
- 葉門
  - 薩那（大使館）
  - 亞丁（領事館）

## 大洋洲

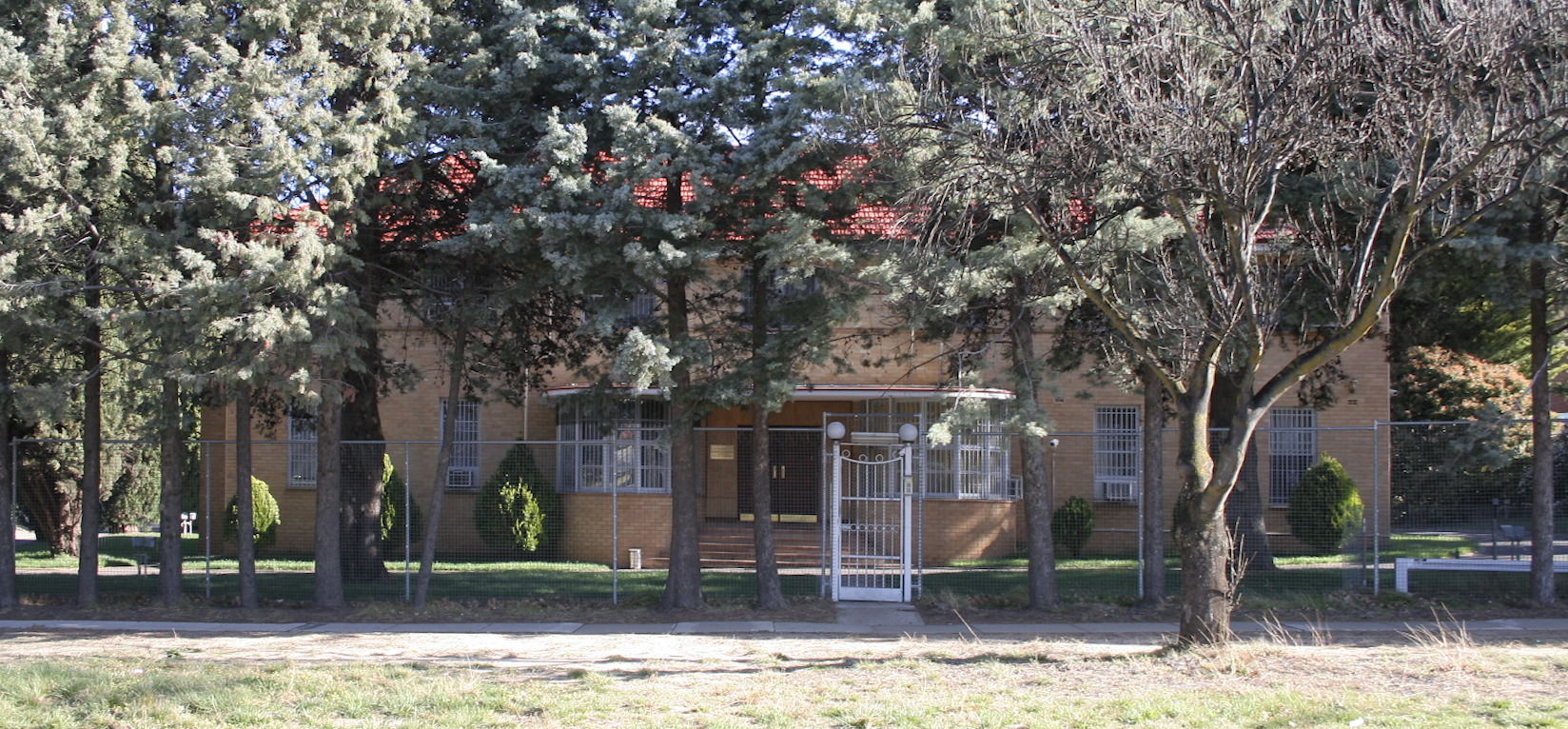
俄羅斯駐澳洲大使館

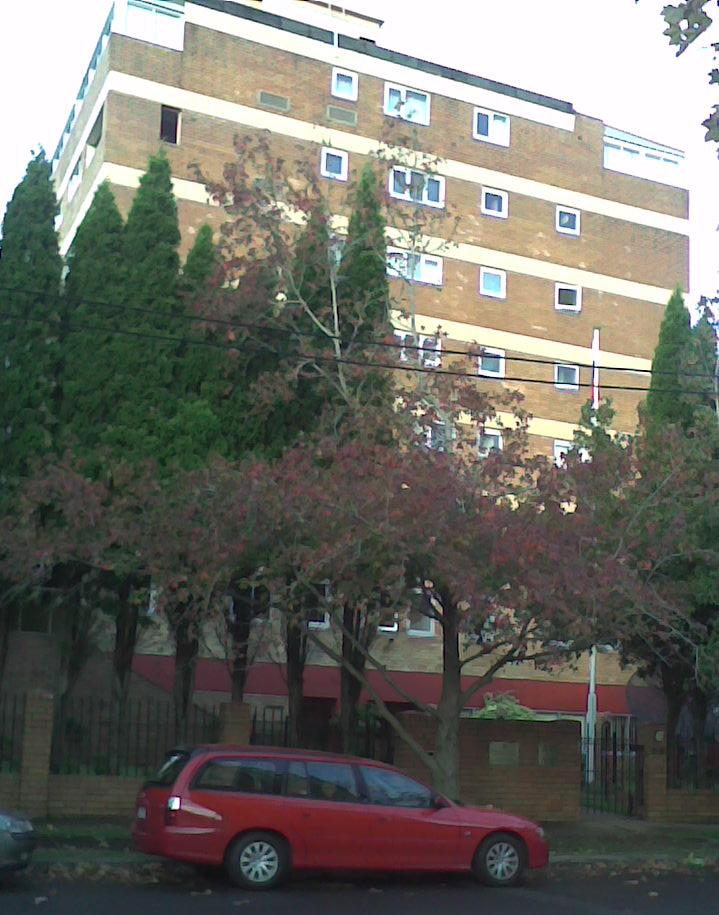
俄羅斯駐雪梨總領事館

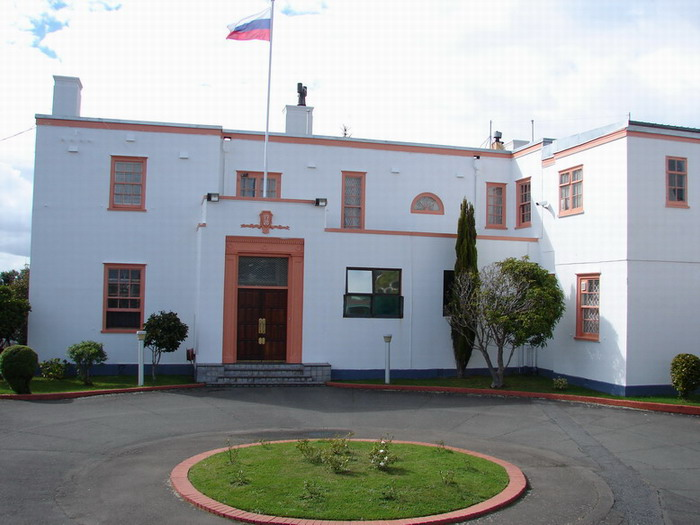
俄羅斯駐紐西蘭大使館

- - 堪培拉（大使館（俄语：Посольство России в Австралии））
  - 雪梨（領事館）
- 新西兰
  - 威靈頓（大使館）

## 多邊組織
- 曼谷（常駐經濟社會委員會亞洲及太平洋）
- 布魯塞爾（常駐歐盟）
- 日內瓦（常駐國際組織）
- 明斯克（常駐獨立國家聯合體）
- 紐約市（常駐聯合國）
- 巴黎（常駐教科文組織）
- 斯特拉斯堡（常駐歐洲理事會）
- 海牙（常駐機構為禁止化學武器）
- 維也納（常駐國際組織）

## 外部連結
- 俄羅斯外交部（页面存档备份，存于）